# Templo de Jerusalén

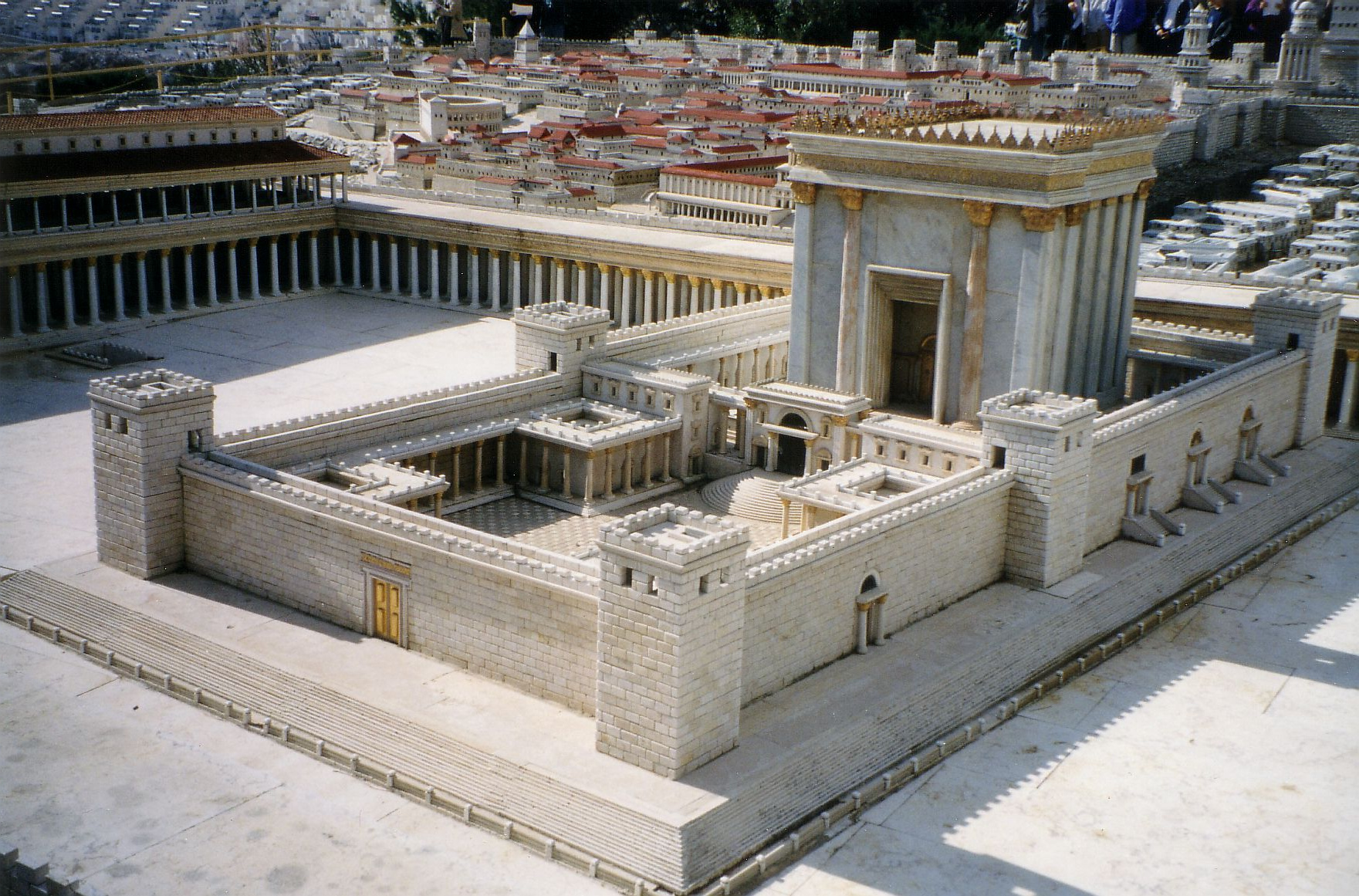
Maqueta del Segundo Templo de Jerusalén en el

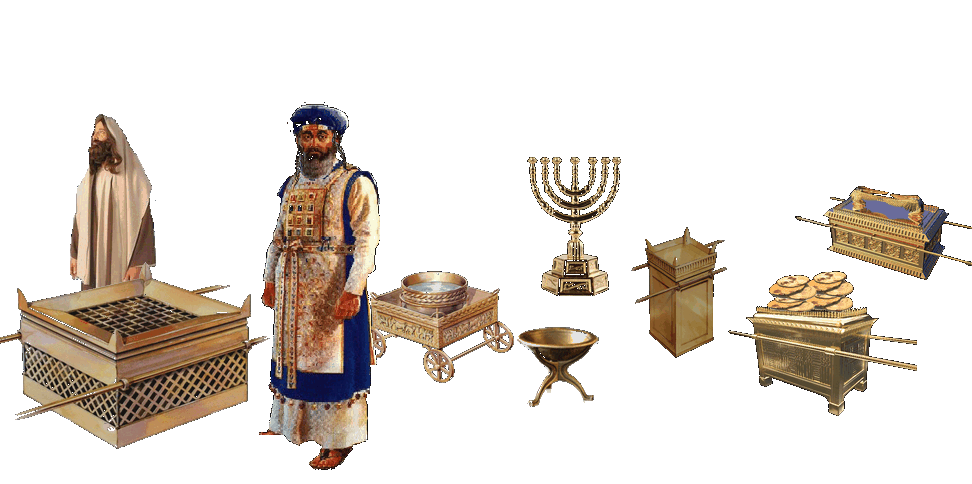
Indumentaria sacerdotal, Menorá (candelabro de siete brazos), Arca de la Alianza y demás utensilios del Templo de Jerusalén.

El templo de Jerusalén (hebreo: בית המקדש, Beit Hamikdash)  fue el santuario más importante del reino de Judá, y del judaísmo, hasta su destrucción en el año 70. 
Según la Biblia, se trataba del único santuario legítimo del pueblo israelita y contenía en su interior el Arca de la Alianza, un altar de oro, candelabros del mismo metal, una mesa con panes sagrados y demás utensilios empleados para llevar a cabo el culto de Yahweh. Se localizaba en la explanada del monte Moriá, en la ciudad de Jerusalén, posiblemente donde se encuentran la Cúpula de la Roca y la Mezquita de Al-Aqsa.
Suelen distinguirse dos templos sucesivos: el llamado Primer Templo o Templo de Salomón fue construido, según la Biblia, por el rey Salomón para sustituir al Tabernáculo como único centro de culto para las doce tribus de Israel. Su construcción marcó una ruptura con la tradición hebrea según la cual Yahweh moraba en una tienda, el tabernáculo, y no en una casa. Los libros históricos de la Biblia, indican que fue saqueado por el faraón Sisac (Sheshonq I) en 925 a. C., profanado por algunos de los reyes de Judá y destruido por los babilonios durante el tercer asedio de Nabucodonosor II contra Jerusalén en 587 a. C. No hay restos arqueológicos del mismo.
El Segundo Templo fue completado por Zorobabel en 515 a. C., cuando Judea estaba bajo soberanía persa, durante el reinado de Darío I y seguidamente consagrado por el sumo sacerdote Esdras. Se convirtió en el edificio más importante de la ciudad de Jerusalén y de Judea, hasta el punto que algunos autores denominaron a esta última un «estado-templo». Lugar de depósito de grandes tesoros, los reyes seleúcidas, a quienes Judea estaba sometida, intentaron saquearlo. En el reinado de Antíoco IV Epífanes fue profanado, convirtiéndose en un templo helenístico posiblemente consagrado al dios Zeus. Tras la revuelta macabea, fue purificado y vuelto a consagrar al culto de Yahveh por Judas Macabeo en 165 a. C. A finales del siglo I a. C., fue ampliado y reconstruido por el rey Herodes, convirtiéndose en el punto focal del judaísmo. En la  primera guerra judía, fue sitiado por los romanos y destruido por las legiones al mando de Tito en el año 70. Su principal vestigio es el Muro de las Lamentaciones, también conocido como Kotel o Muro Occidental. Después de una efímera restauración del culto judío durante la revuelta de Bar Kojba en el siglo II, el área fue ocupada por un vasto complejo de santuarios helénicos construidos por orden de Adriano, en la ciudad de Aelia Capitolina, que sustituyó a Jerusalén. Durante el imperio de Juliano, conocido como el Apóstata por los cristianos, hubo un intento fallido de reconstruir el Templo. En el siglo VII, finalmente y con la ciudad en manos de los musulmanes, se construyó en el área la Cúpula de la Roca y la mezquita Al-Aqsa. 
Según algunas corrientes de la escatología judía, un Tercer Templo de Jerusalén será reconstruido con la llegada del Mesías.

## El primer templo

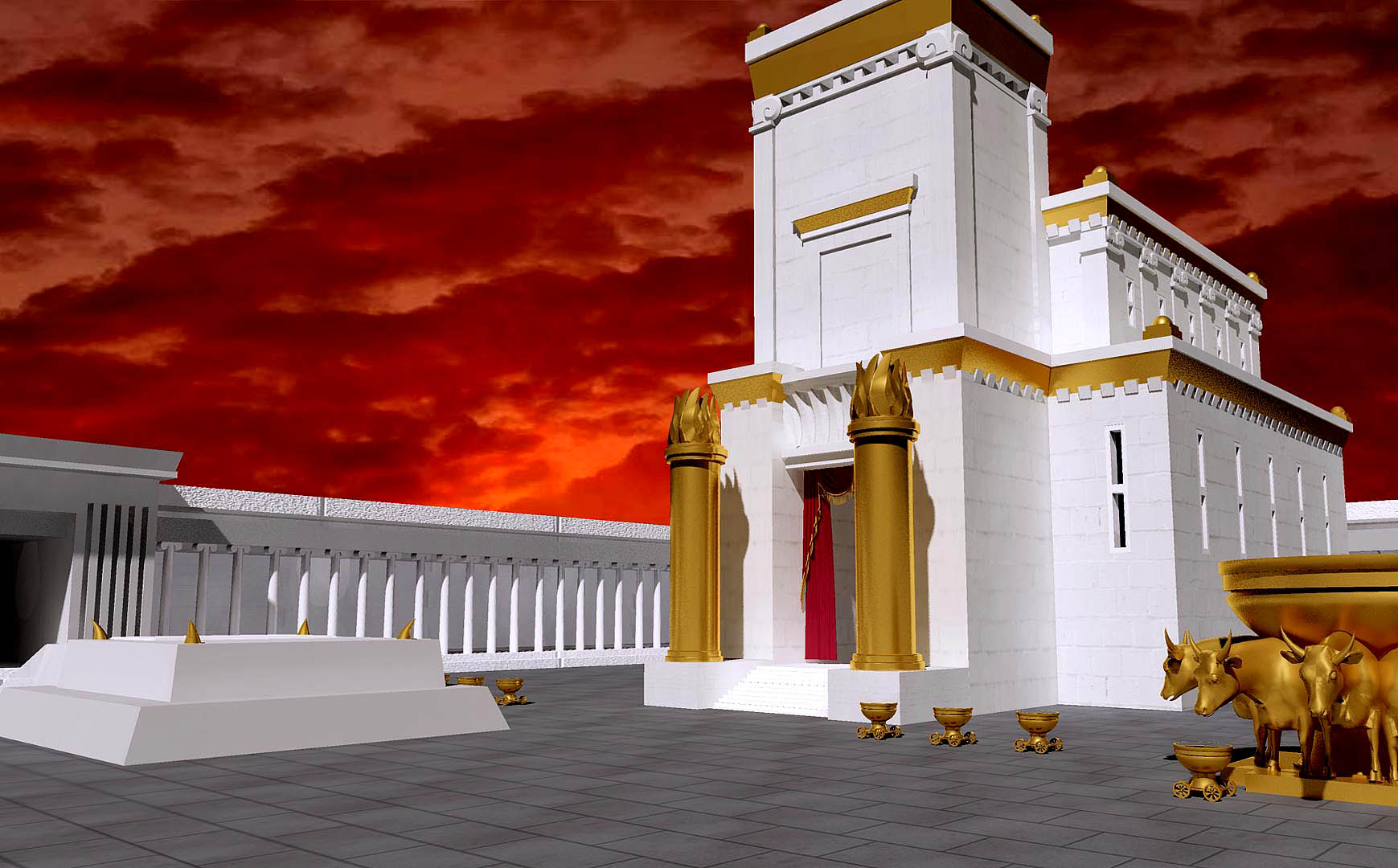
Reconstrucción informática del Templo de Salomón (2010).

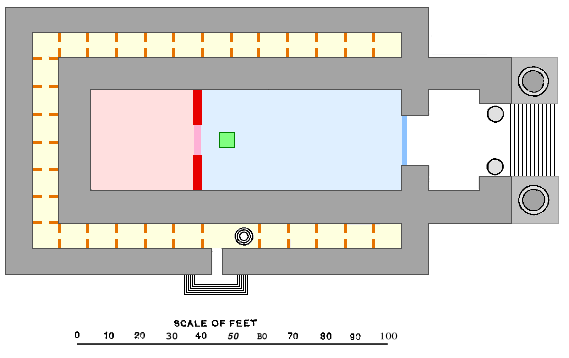
Reconstrucción de los recintos del Templo de Salomón. De derecha a izquierda: Vestíbulo (blanco), Santo (verde claro), Santo de los Santos (rosado). Encyclopaedia Biblica, 1903.

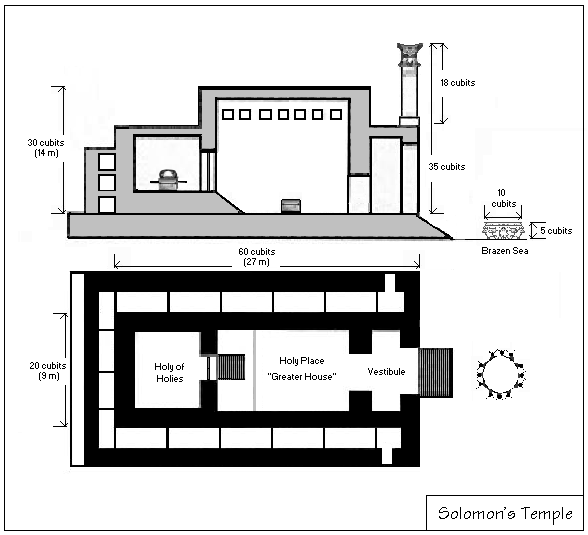
Sección longitudinal del Templo de Salomón.

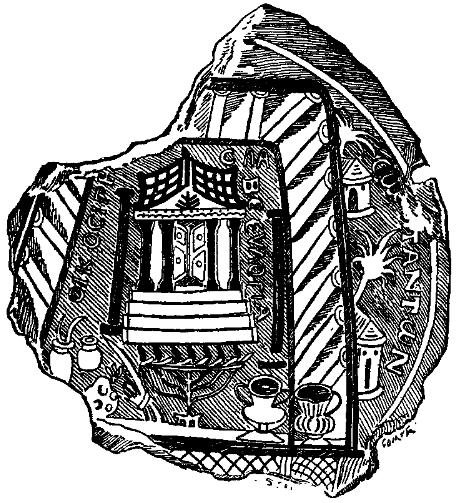
Fragmento de vidrio con el Templo de Salomón,. Nótense los dos pilares exentos. Encyclopaedia Biblica, 1903.

### Evidencia
Los datos de que se disponen sobre el llamado Primer Templo derivan de la Biblia y fueron puestos por escrito entre el siglo VIII y el siglo IV a. C. Al no haber restos arqueológicos, en parte por la presencia de edificios religiosos musulmanes en la zona, es muy poco lo que puede comprobarse acerca de su historia. Los arqueólogos e historiadores consideran que gran parte de los relatos referidos al Templo, proyectan al pasado las características del tiempo del autor, lo cual es evidente en su descripción que sigue modelos posteriores al tiempo de Salomón. Por otra parte, hay un consenso acerca del pequeño tamaño de Jerusalén entre los siglos X y VIII a. C., ya que su crecimiento, y el del reino de Judá, datan de los reinados de Ajaz y Ezequías, cuando refugiados del destruido Reino de Israel se asentaron en el reino de sur.
Según la Biblia, este templo fue construido por el rey Salomón hijo del rey David alrededor del año 960 a. C. y funcionó como santuario principal de los israelitas, para sustituir el Tabernáculo que, desde el Éxodo, era utilizado como centro de culto a Yahweh. El Tabernáculo contenía, según algunas tradiciones, el Arca, la cual fue llevada a Jerusalén por el rey David y depositada bajo una tienda en una explanada cercana al palacio real, conocida como monte Moriá. Esta área era una era, quizás sagrada para los jebuseos, perteneciente a un tal Ornán (o Arauna, según otra transliteración), en el cual algunos investigadores ven al rey jebuseo de Jerusalén. David compró el terreno a Ornán para construir el Templo, pero tal obra fue impedida por el profeta Natán, quien dijo haber recibido una revelación, según la cual sería Salomón, hijo de David, el encargado de tal tarea. El libro de los Reyes y el Libro de las Crónicas coinciden en este punto, pero el segundo resalta que David fue quien concibió en sus menores detalles el Templo y su culto.

### Construcción
La Biblia relata la construcción del Templo en el Primer Libro de los Reyes, capítulo 6 y en forma paralela, con algunas variantes, en el Segundo Libro de las Crónicas, capítulos 3 y 4. Según la narración, David reinó sobre los reinos hebreos de Israel y Judá, desde la ciudad de Jerusalén, su sucesor, Salomón fue un monarca pacífico (que es lo que significa su nombre) y próspero, quien utilizó sus enormes riquezas para erigir numerosas edificaciones en todo el reino. En el marco de la construcción de su palacio, en una gran explanada al norte de su capital, decidió (siguiendo el mandato de su padre) edificar un templo en honor al Dios de Israel. El mismo estaba anexado a la residencia real por lo cual actualmente se lo considera una especie de capilla privada de soberano, pero, dado que la teología posterior introdujo la idea de un santuario único, la Biblia lo presenta como el único templo legítimo del reino. 
El Templo fue edificado en el estilo de los santuarios cananeos, la descripción corresponde a las formas del siglo VIII a. C., mientras que Salomón habría reinado en el siglo X a. C., y fue ejecutado por medio de levas bajo la dirección de un tal Hiram, hijo de una israelita de la tribu de Neftalí y de un broncista fenicio, y con el apoyo del rey Hiram de Tiro (no confundir ambos), quien proveyó arquitectos, trabajadores especializados y madera de cedro para la obra.
En el Primer Libro de los Reyes se indica que la construcción comenzó durante el año cuarto de Salomón, en el mes de Ziv, segundo del año religioso. Esto equivale, si se acepta la cronología convencional, al año 966 a. C. El Templo en sí mismo se completó en siete años, pero la obra completa del palacio llevó veinte. En el mes séptimo, durante la fiesta de Sucot (Fiesta de los Tabernáculos), el Arca de la Alianza fue llevada por los levitas desde su tienda en la Ciudad de David al Santo de los Santos en el Templo.

### Dedicación

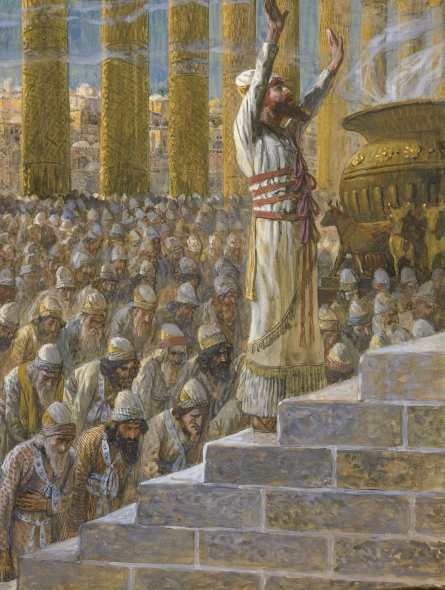
Representación artística, de la Dedicación del Templo por Salomón. (Acuarela de James Tissot c. 1896-1902)

Los capítulos 8 de I Reyes y 6 de 2 Crónicas relatan los eventos de la consagración del Templo. Cuando los sacerdotes emergieron del Santísimo después de colocar el Arca, el Templo se llenó con una nube luminosa que era la expresión de la Gloria de Yahweh, lo cual fue interpretado por Salomón como una muestra del beneplácito divino. Luego, Salomón en nombre del pueblo de Israel pronunció una oración, en la cual señalaba que la construcción del templo representaba el cumplimiento de la promesa de Dios a David, dedicaba el mismo como un lugar de oración y reconciliación para el pueblo de Israel y para los extranjeros residentes y destacaba que Dios quien vive en los Cielos no puede estar contenido dentro de un solo edificio. La dedicación concluyó con música, cantos y sacrificios tan grandes que debieron ser ofrecidos fuera del recinto del templo, porque el altar dentro del templo no era lo suficientemente grande. Toda la festividad duró ocho días y contó con la presencia de israelitas venidos desde todo el reino, descripto como desde "la entrada de Hamat hasta el arroyo de Egipto". La fiesta posterior de los Tabernáculos extendió toda la celebración a 14 días.
Después de la dedicación, la divinidad le reveló a Salomón, en un sueño que Dios escucharía a su pueblo mientras este cumpliera el pacto de no adorar otros dioses y respetar la Torá. De lo contrario, Dios abandonaría el Templo..

### Descripción
El Templo propiamente dicho, según la descripción de la Biblia, era un edificio orientado sobre un eje longitudinal en dirección este-oeste. El edificio debió tener una longitud interior de aproximadamente 27 metros, 9 metros de ancho y una altura de también 13,5 metros (60×20×30 codos). Sus dimensiones, por tanto, eran comparables a las de una capilla, mas el culto por lo general se llevaba a cabo desde su exterior. A ambos lados de la entrada del templo fueron erigidas dos columnas, llamadas Jaquín y Boaz. Los sacerdotes y el rey entraban en el Templo a través de una gran puerta enchapada en oro, de aproximadamente 10 metros de alto y 4 de ancho. Tras esa puerta se encontraban tres recintos.
Un vestíbulo era seguido por otros dos recintos. El primero de esos recintos era denominado Hejal o Santo (es decir, Lugar Santo o Santuario), que era iluminado a través de ventanas altas. La anchura y longitud de esta estancia guardaba una proporción de 1:2, lo que significa que la planta del Hejal estaba compuesta por un doble cuadrado. El forjado de piedra se encontraba cubierto por un solado de madera de cedro. Las paredes y vigas del forjado del Hejal estaban recubiertas por láminas de cedro libanés.
La tercera cámara, denominada Dvir o Kodesh Ha-Kodashím era el lugar más sagrado del Templo de Salmón
. En latín se la conoce como Sancta Sanctorum y en español como "Santo de los Santos". Este último recinto se encontraba a un nivel más alto que el Hejal y solo podía accederse a él subiendo una escalera. El Dvir tenía la forma de un cubo de aproximadamente 10×10×10 metros (20×20×20 codos). En su centro se encontraba el Arca de la Alianza (gran arcón hecho de madera de acacia, cubierta con planchas de oro y con cuatro anillas a las esquinas en las que a veces se ponían varas para transportarla; dentro del Arca se preservaban las Tablas de la Ley, entregadas por Dios a Moisés, y las Tablas a su vez llevaban grabados los Diez Mandamientos, sirviendo de conexión entre Dios e Israel).
El patio interior del Templo era rodeado por un muro formado por tres capas de bloques de piedra cubiertas por vigas de madera de cedro. En este patio interior podían entrar los peregrinos y las masas de fieles, pero el Santuario del Templo solo era accesible a los sacerdotes y el monarca de turno.
La construcción del Templo de Jerusalén fue el evento más importante del reinado de Salomón, gracias al cual su nombre se ha recordado hasta 30 siglos después de su muerte. Ya en la Biblia el Templo acapara la mayoría de los escritos donde aparece el rey Salomón. Su fama ha trascendido los tiempos y, como edificio ideal concebido por Dios, constituye hasta hoy un importante referente y fuente de inspiración en materia proyectual y arquitectónica.
Tras la muerte de Salomón, el templo sufrió profanaciones debido a invasiones extranjeras y también a la introducción de deidades sirio-fenicias. Con todo, fue rededicado bajo sus condiciones originales durante los reinados de Ezequías y Josías.

### Implementos del Templo

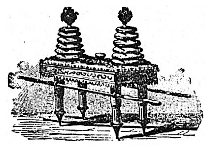
Mesa de panes de la proposición.
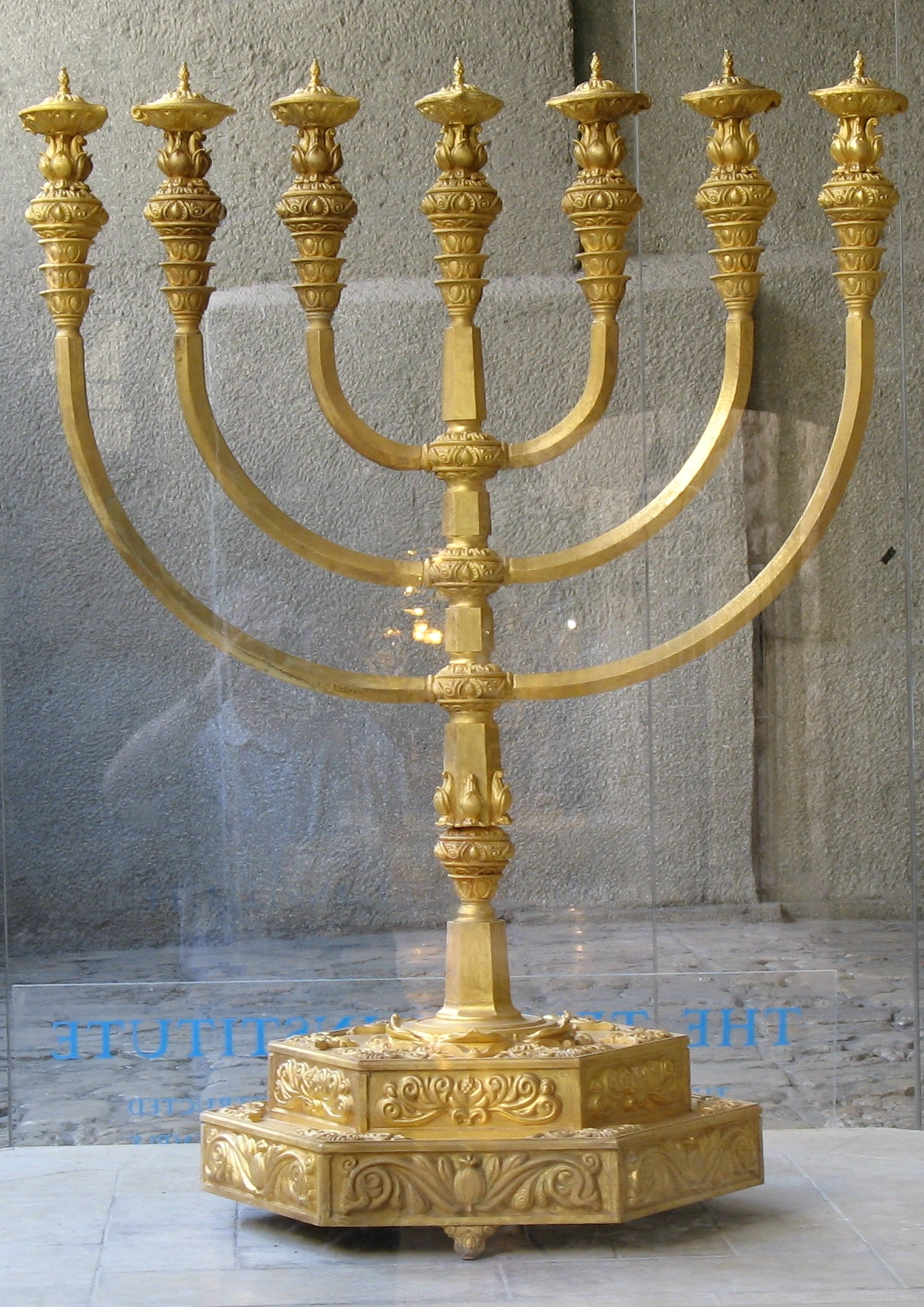
Menorá.
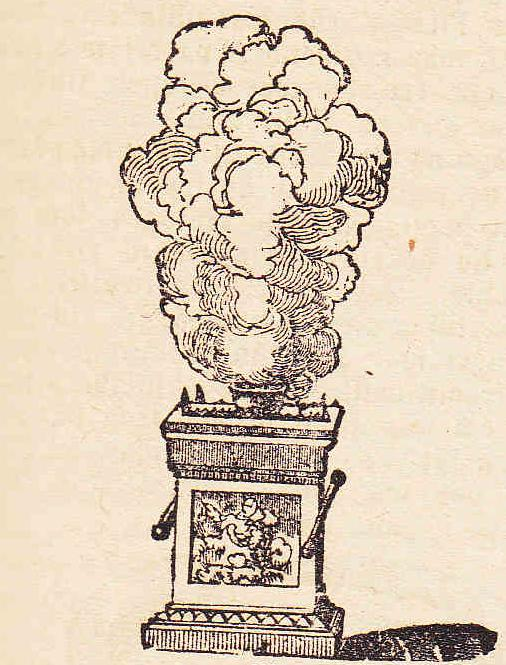
Altar de inciensos.
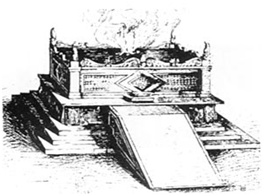
Altar de ofrendas.
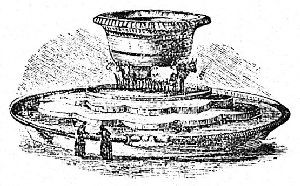
Fuente de metal.
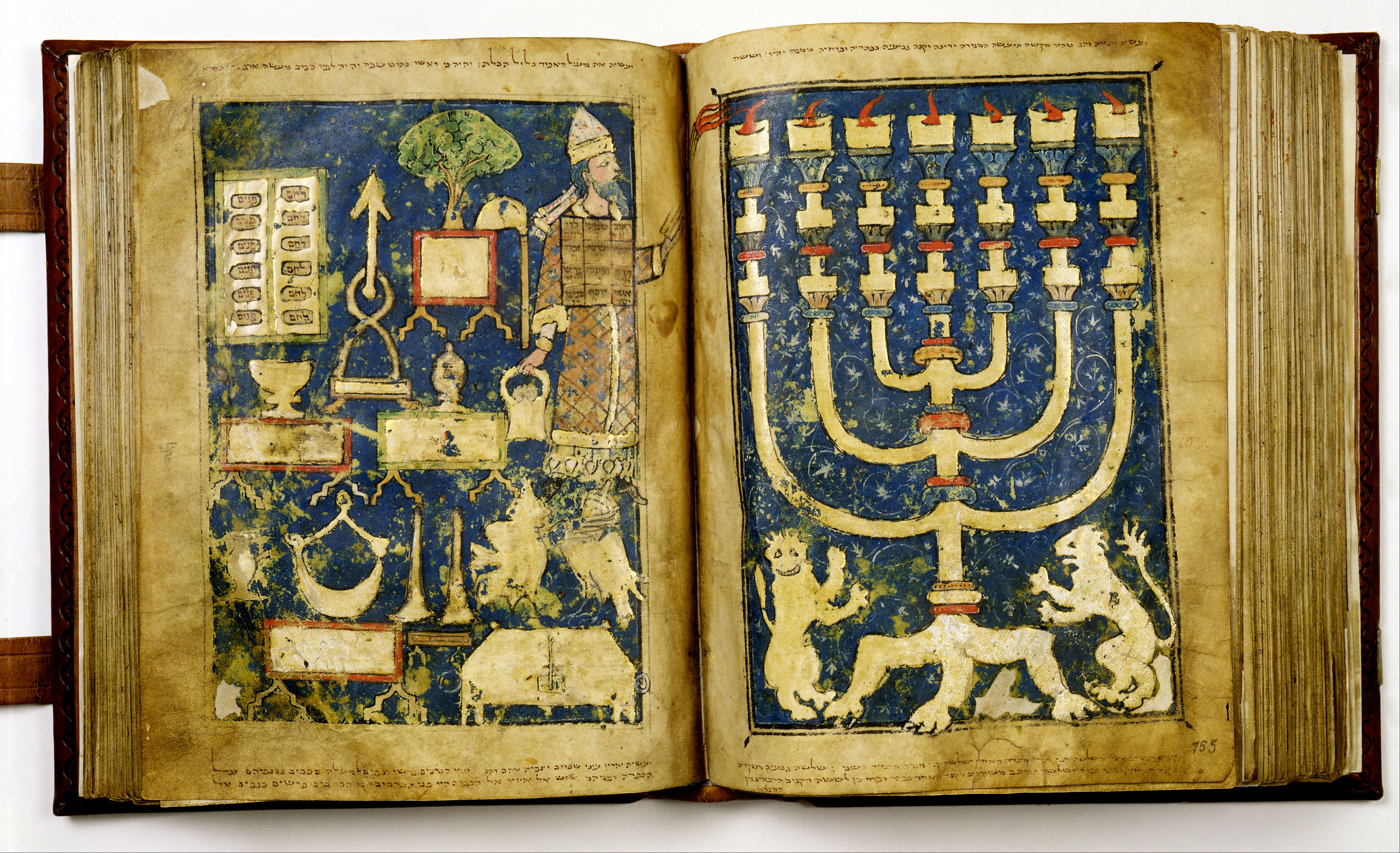
Sumo sacerdote de Israel con los utensilios del Templo, entre los que destaca la menorá. Pentateuco de Ratisbona, Baviera, 1300.
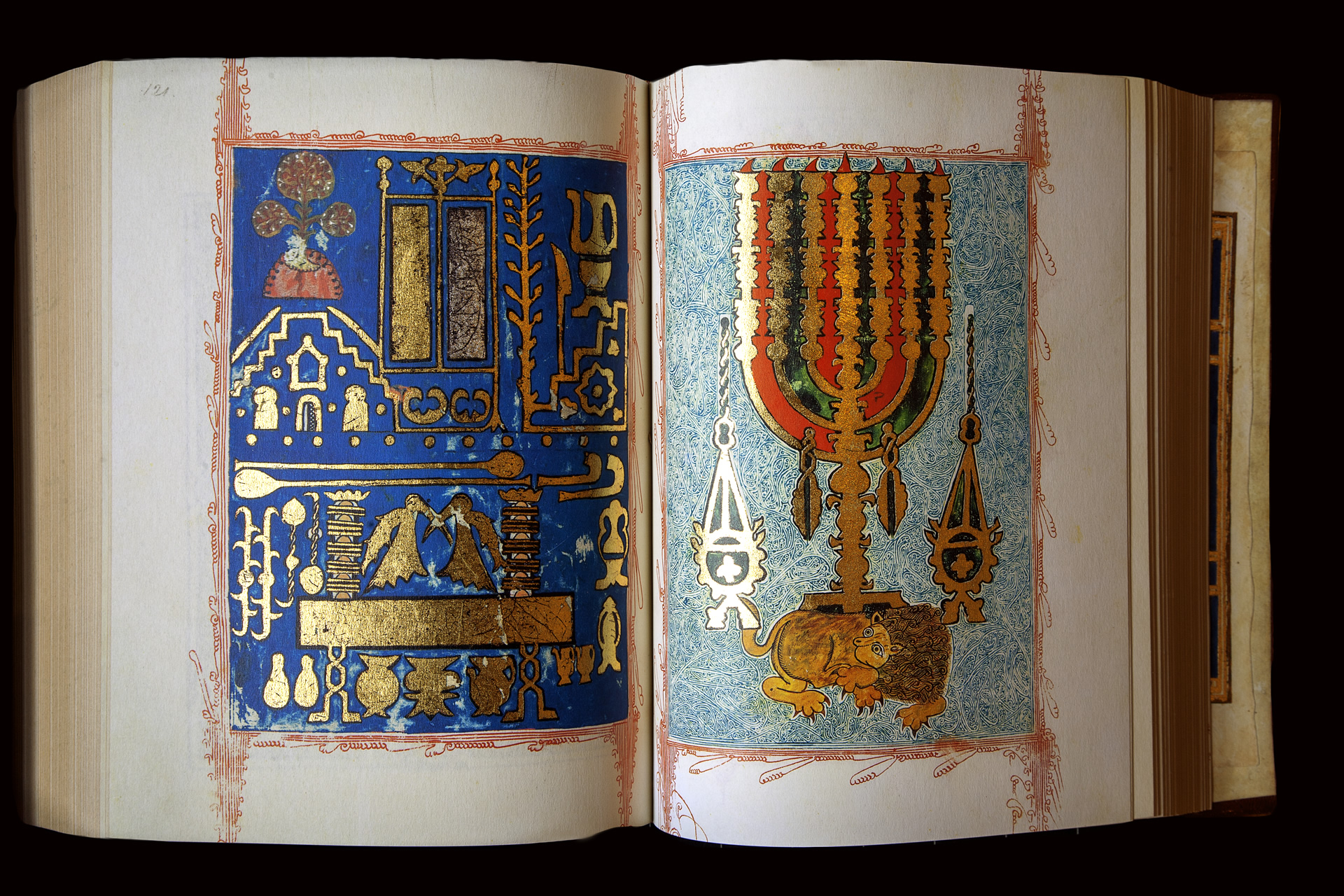
Utensilios del Templo, incluyendo la menorá. Biblia Kennicott, manuscrito sefardí, 1476.

### Destrucción del Primer Templo

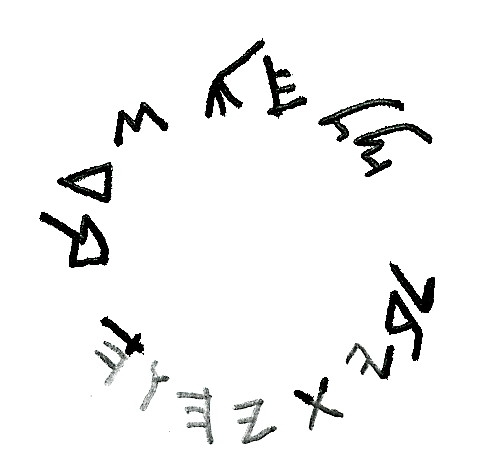
Inscripción incisa en la granada de marfil..

Las tropas del rey babilónico Nabucodonosor II lo destruyeron en 586 a. C., llevando además cautiva a una gran parte de los habitantes del Reino de Judá a Mesopotamia, cosa que dio lugar al exilio y cautiverio de los hebreos en Babilonia.
Del Templo de Salomón no se conserva ningún vestigio. Hasta 2011 se creía que una granada de marfil, muy pequeña y con una inscripción en caracteres paleohebreos donde se lee: "[Perteneciente] al Templo de [Yahvé]h, consagrado a los sacerdotes", era un resto de los utensilios del Templo, pero hoy se sabe que si bien la granada es un objeto antiguo, la inscripción es una falsificación reciente. La misma era exhibida en el Museo de Israel, el cual la retiró en 2011. 

## El Segundo Templo

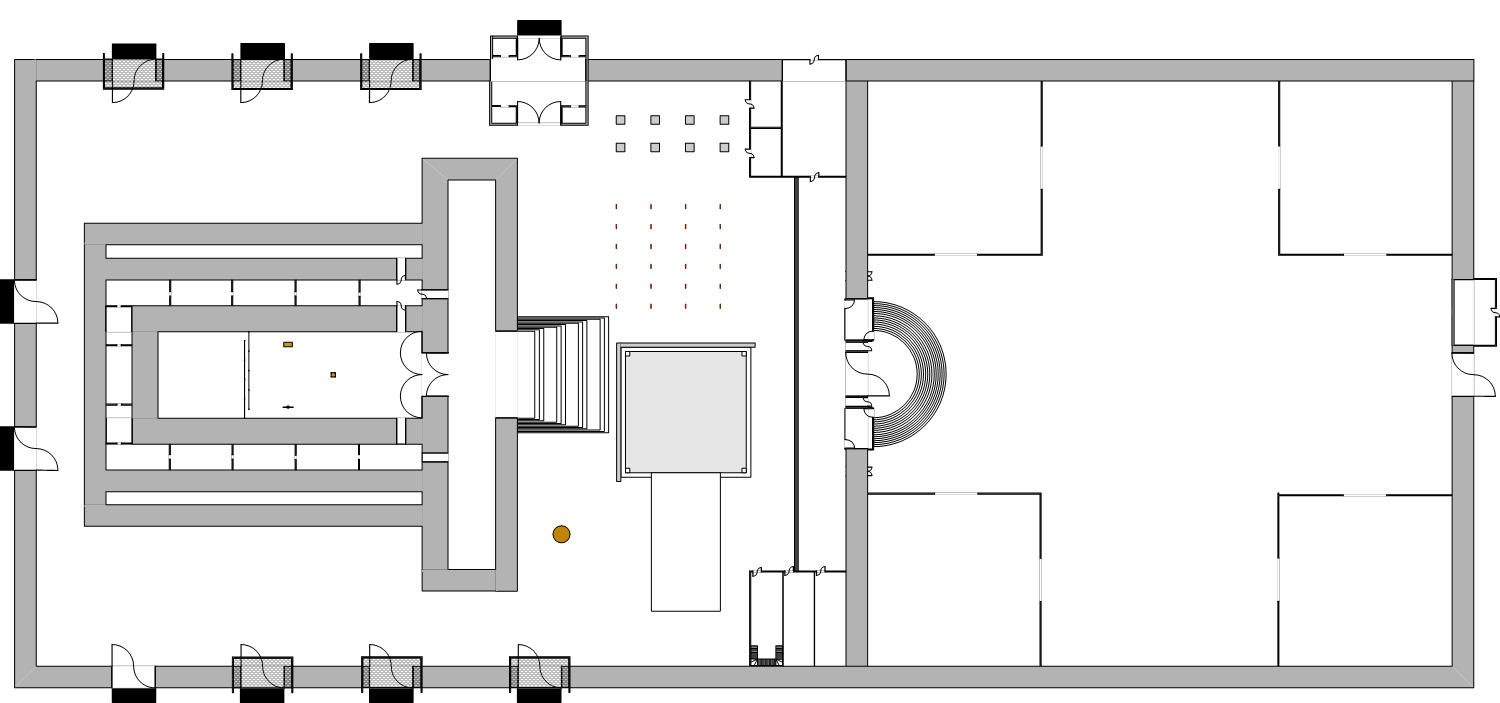
Plano general del Templo de Jerusalén.

### Reconstrucción de Zorobabel
Luego del retorno del cautiverio y con el liderazgo de Zorobabel se hicieron los arreglos necesarios para reorganizar el desolado Reino de Judá y reconstruir su Templo, desaparecido para ese entonces hacía ya siete décadas. El grupo recién llegado constaba de 42.360 personas judías, incluyendo niños, junto a sus 7.337 sirvientes y 200 músicos (Esdras 2:65). Había completado el largo y lúgubre retorno a casa desde las riberas del Éufrates hasta Jerusalén. Dicha gente estaba animada por un fuerte impulso religioso y una de sus primeras preocupaciones fue restaurar su antigua casa de adoración, reconstruyendo el Templo y restituyendo sus rituales.
Junto con la invitación de Zorobabel, el gobernador mostró un noble gesto al contribuir con 1000 dáricos de oro y otros tantos regalos. La gente aportó además su parte al tesoro sagrado y lo hizo con gran entusiasmo (Esdras 2). Primero se levantó y dedicó el altar de Dios en el punto exacto donde se encontraba su predecesor. Luego se limpiaron los escombros carbonizados que se hallaban en lo que había sido el sitio de Primer Templo. Finalmente, en el segundo mes del segundo año (535 a. C.), y ante la emoción y el júbilo del público allí congregado (Libro de los Salmos 116-118), se pusieron los cimientos del Segundo Templo. Este acto tuvo importancia para el pueblo hebreo, dando además lugar a no pocos recuerdos (Zacarías 4:10).

#### De la oferta samaritana a la culminación de los trabajos
Los samaritanos hicieron una propuesta de colaboración en los trabajos. Mas Zorobabel junto con el consejo de ancianos declinaron a la oferta ya que entendían que Judea debía construir el Templo sin ayuda externa. Como consecuencia de ello, informes malintencionados fueron difundidos acerca de los judíos; de acuerdo con Esdras 4:5, los samaritanos buscaban frustrar el propósito de construir el Templo y enviaron mensajeros a Ecbatana y Susa, lo que ocasionó que los trabajos de reconstrucción fueran retardados y finalmente suspendidos.
Siete años después de este episodio, Ciro el Grande, quien había permitido y ordenado la reconstrucción del Templo, murió y fue sucedido por su hijo Cambises. Luego Esmerdis ocupó el trono por cerca de siete u ocho meses. Por último ascendió Darío I (521 a. C.) y, en el segundo año de su reinado, se retomaron los trabajos de reconstrucción del Templo y hasta su finalización. Ello se desarrolló a partir del estímulo, los consejos y las premoniciones de los profetas Hageo y Zacarías. En la primavera de 516 a .C., veinte años después del retorno desde el cautiverio en Mesopotamia, el Templo estaba listo para su consagración. Según el Libro de Esdras (6:15), el Templo fue terminado por completo el tercer día del mes de Adar, en el sexto año de reinado de Darío I.

### Renovación de Herodes

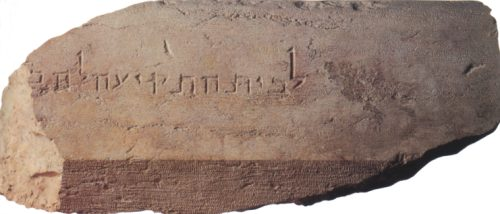
Piedra del Segundo Templo de Jerusalén con inscripción en hebreo: "Hacia el lugar donde suenan las trompetas".

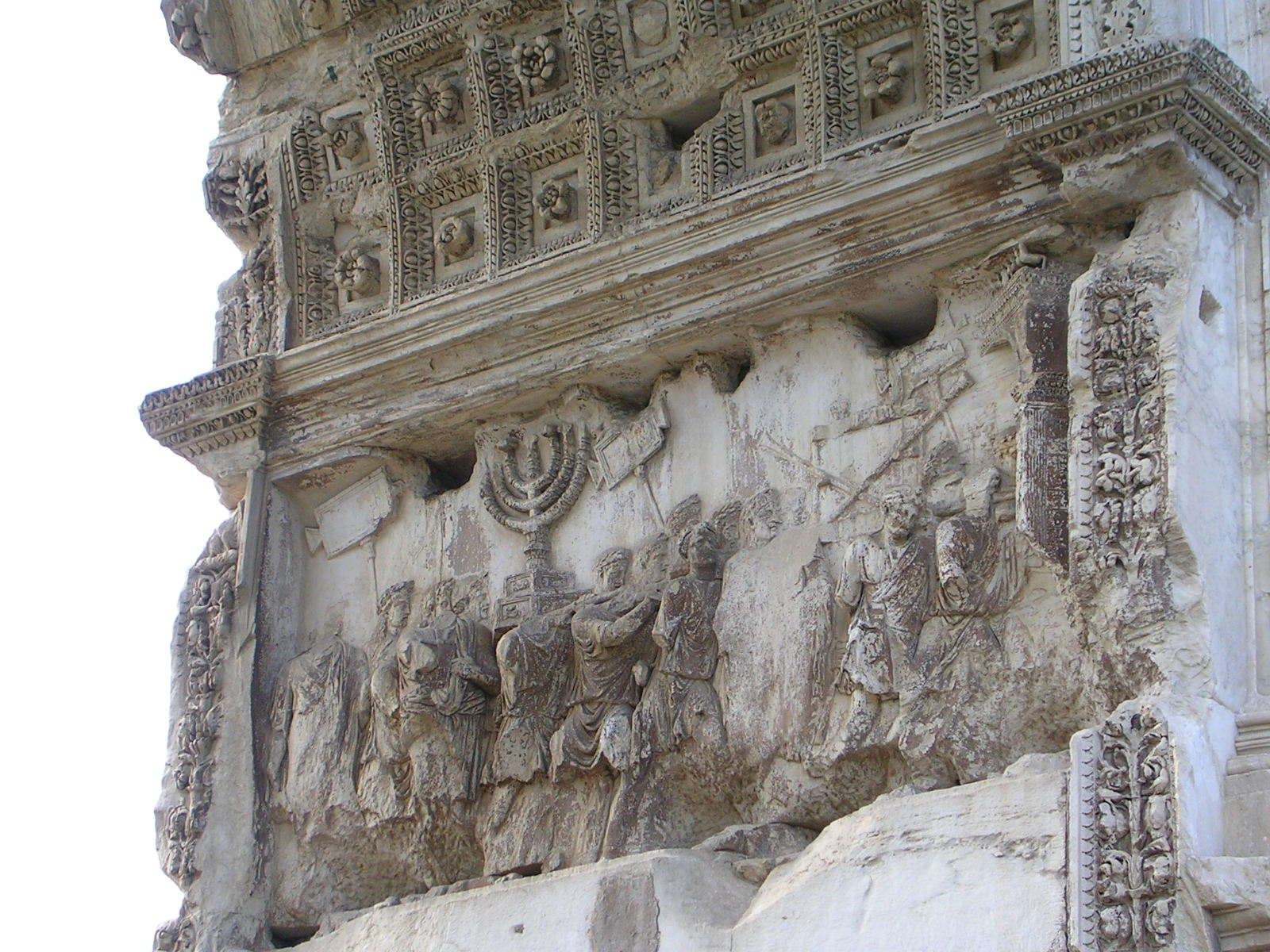
El candelabro de los siete brazos figura entre los expolios del Templo de Jerusalén. Relieve del Arco de Tito, Roma.

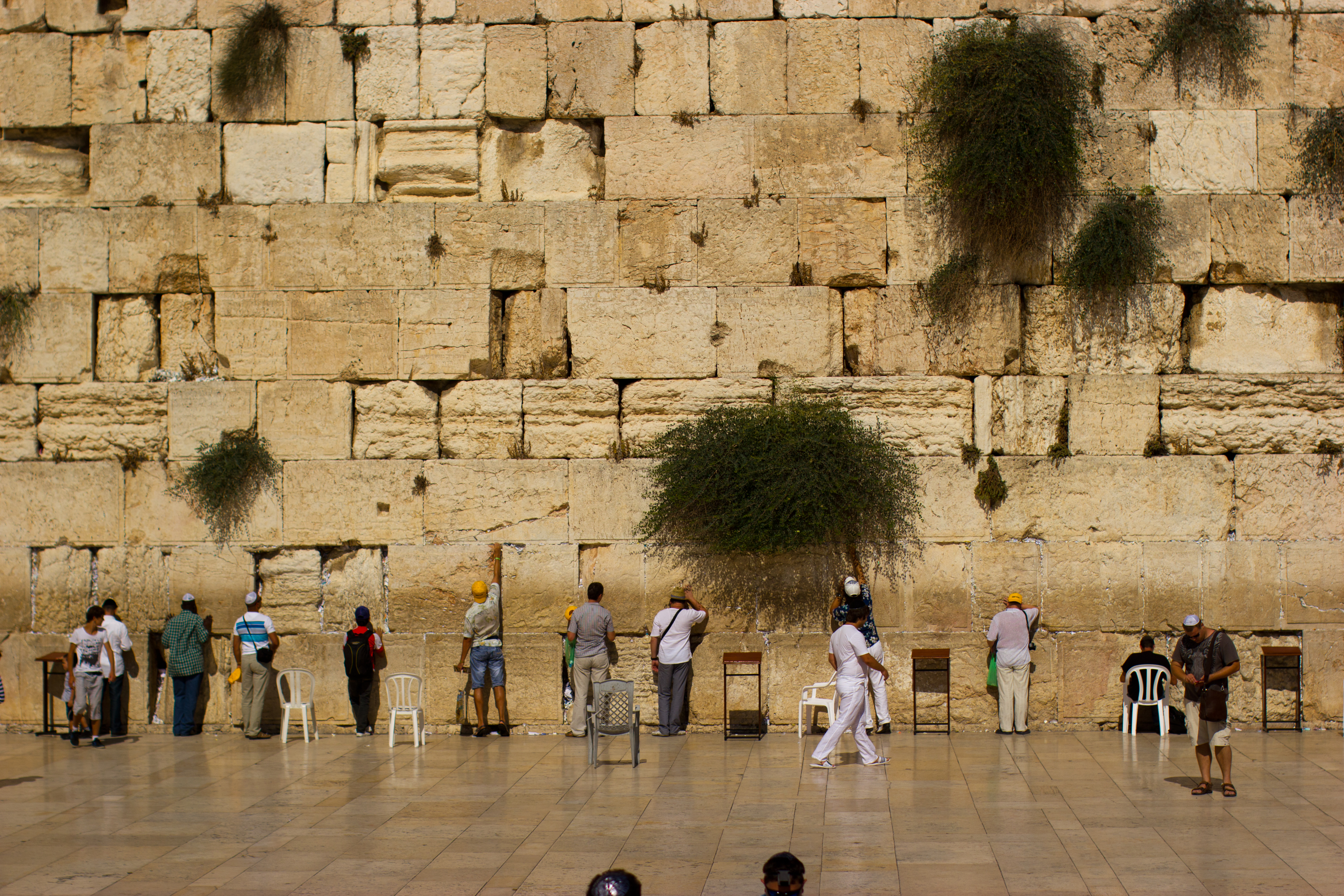
El Kotel es uno de los pocos vestigios arquitectónicos del Templo de Jerusalén. Los grandes bloques visibles en esta fotografía se remontan a la Antigüedad.

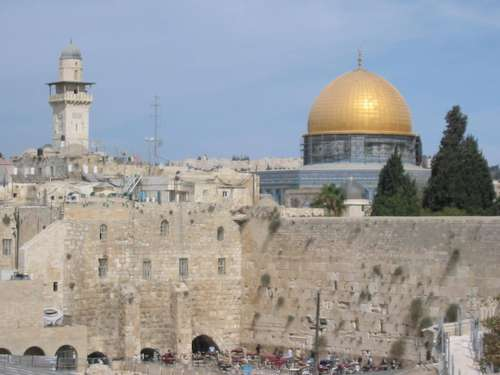
Muro de las Lamentaciones, parte del muro de contención de la explanada del Templo venerado debido a su relación con la presencia divina (Shejiná).

Alrededor del 19 a. C., el rey Herodes el Grande comenzó una masiva renovación y expansión del Templo. Este fue prácticamente demolido y se construyó uno nuevo en su lugar. La nueva estructura es referida algunas veces como el Templo de Herodes, pero generalmente se lo siguió llamando Segundo Templo. Los rituales de sacrificios fueron retomados en él. La superficie ocupada por el nuevo edificio ocupaba una explanada de 500 metros de largo por 300 metros de ancho.
El 25 de septiembre de 2007, el arqueólogo Yuval Baruch, junto con la Autoridad de Antigüedades de Israel, anunciaron el descubrimiento de una de las canteras que proporcionaron a Herodes las piedras para el Templo. En dicha cantera fueron encontradas monedas, piezas de alfarería y postes de hierro, los que son datados hacia 19 a. C.. Otro arqueólogo, Ehud Nesher, confirmó que los contornos largos de las rocas evidencian que se trató de un proyecto público masivo en el que probablemente trabajaron cientos de esclavos.

#### Características del Segundo Templo
En el Segundo Templo no estaban el Arca de la Alianza, ni su contenido que comprendía las Tablas de la Ley y la medida de maná, los Urim y el Thumim, la serpiente de bronce (destruida por Ezequías ya en el Primer Templo) y la vara de Aarón. Estos objetos sagrados desaparecieron después de la destrucción de Jerusalén por Nabucodonosor.
Al igual que en el Tabernáculo, el Kodesh Hakodashim (Santo de los Santos) estaba separado por cortinas, había una sola Menorá en el Hejal (Santo), además de una mesa para los panes de la proposición y un altar de los inciensos; se conservaban también vasijas de oro que pertenecieron al Templo de Salomón y, aunque habían sido llevada a Babilonia, fueron luego devueltas al Templo de Jerusalén por Ciro.
El Segundo Templo se diferenciaba de su predecesor porque presentaba árboles en su patio y poseía además un área reservada para los gentiles.

### Destrucción del Segundo Templo
En el 66 d. C., la población judía se rebeló en contra del Imperio romano. Cuatro años después, el 70, las legiones romanas bajo las órdenes de Tito reconquistaron y luego destruyeron la mayor parte de Jerusalén y el Segundo Templo. El arco de Tito, levantado en Roma para conmemorar la victoria de Tito en Judea representa los soldados romanos llevándose la Menorah del Templo. Jerusalén fue arrasada por el Emperador Adriano nuevamente en 135.

## La tradición cristiana y el Templo
El Templo de Jerusalén es, según una tradición cristiana, la expresión preparatoria para el nuevo Templo: Cristo. Ella sostiene que en tanto que morada de Dios entre los hombres, el Templo jerosolimitano prefigura la morada definitiva que se encarna en la figura del Redentor. La base de esta noción tiene su principal referente en el Evangelio: "el verbo se hizo carne, y puso su morada entre nosotros" (San Juan 1, 14).
A ello se le suma la supuesta profecía de Jesús sobre la destrucción del Templo ante sus discípulos, admirados ante la belleza del Templo de Herodes. Cabe resaltar que la mayoría de eruditos datan el libro de Mateo entre 10 y 20 años después de la destrucción del templo.

Cuando salió Jesús del Templo, y se iba, se le acercaron sus discípulos para mostrarle los edificios del Templo. Mas respondiendo Él les dijo: ¿Veis todo esto? En verdad os digo: no quedará aquí piedra sobre piedra que no sea derribada.
Mateo 24:1-2.

Lo único que ha quedado son restos del muro de la explanada, no del templo en sí. De todas formas sigue siendo desde entonces un "monumento símbolo" y el sitio de referencia más sagrado para el judaísmo.

## La tradición islámica y el Templo
Aunque no sea una mezquita en el sentido estricto del término, el Domo de la Roca es indudablemente un lugar de veneración para los musulmanes. El edificio islámico alberga la así llamada "Roca Fundacional", cuya significación es de suma importancia para el credo musulmán.

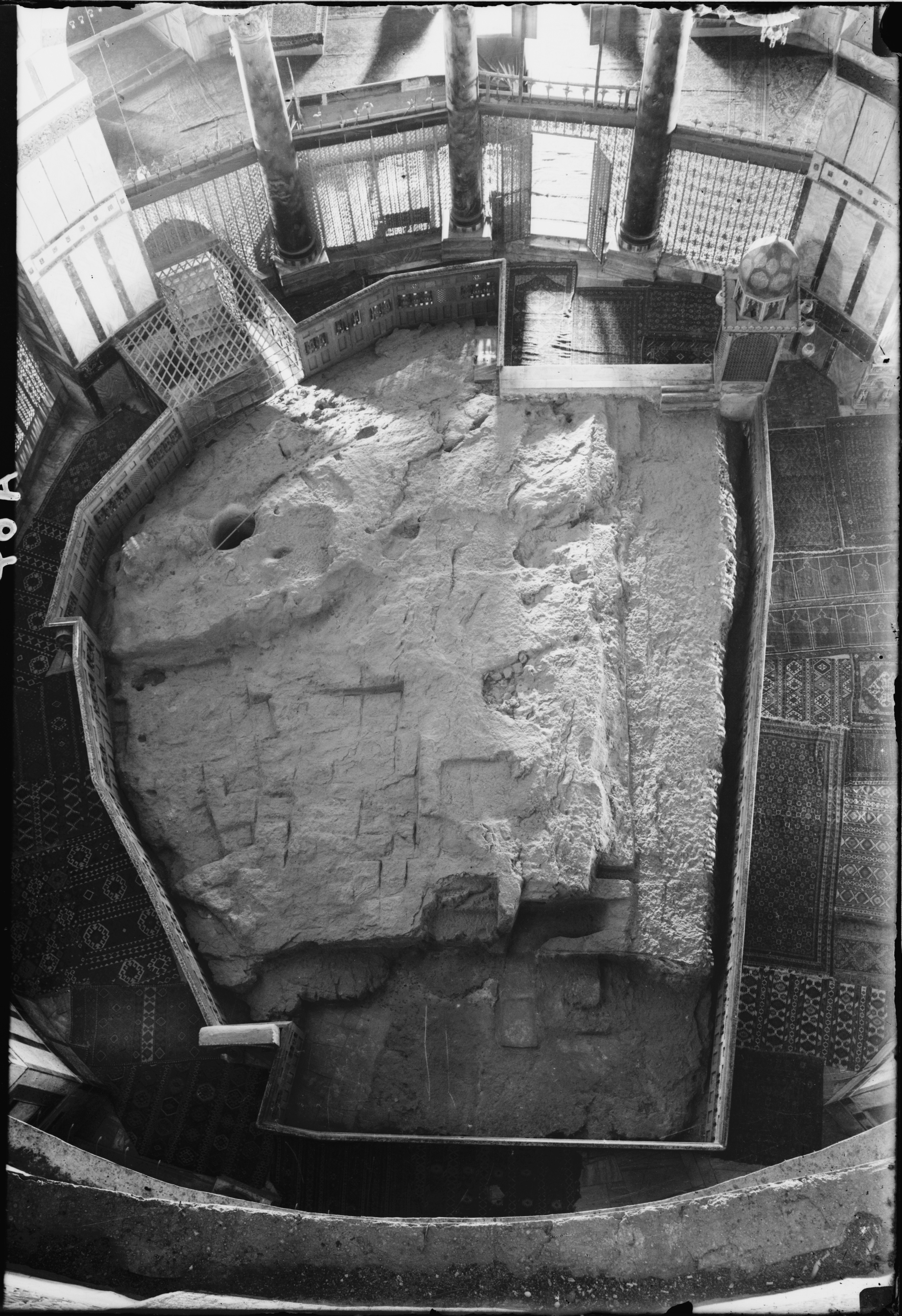
La así llamada "Roca Fundacional" (hebreo: אבן השתייה, Even Hashetiá; árabe: صخرة, Sajrah), preservada en el interior del Domo de la Roca.

La Roca Fundacional es reverenciada por numerosos monoteístas como el lugar donde Abraham iba a sacrificar a su hijo; sobre dicha formación pétrea se ubicaba el recinto más sagrado del Templo de Salomón; y en ese mismo sitio, siglos después de la destrucción del Templo y según sostiene la tradición islámica, el profeta Mahoma ascendió a los cielos, siendo portado por buraq, caballo alado con cabeza humana que allí lo condujo en una "travesía nocturna".
Presenta asimismo la Roca Fundacional una importante impronta que, según la tradición islámica, fue hecha por Buraq al ascender a los cielos o, según otra versión islámica, el arcángel Gabriel grabó en la Roca la mencionada impronta. Un hueco bajo la roca, sostiene la tradición musulmana, es reminiscente del turbante de Mahoma, quien, al levantarse, reincorporándose después de haber orado, se habría golpeado la cabeza con la piedra de no haberse ésta reblandecido instantáneamente.
Considerado también santo por los hebreos, el lugar en cuestión es no menos venerado por los musulmanes, quienes construyeron el Domo de la Roca para preservar dicho sitio y lo que el mismo involucra, dado que es sumamente significativo desde un punto de vista monoteísta.
Debido a su valor histórico y simbólico, la Cúpula de la Roca figura como una imagen constante y dominante en numerosas representaciones de la cultura islámica.
Para los musulmanes incluso las gradas del Domo de la Roca poseen un valor simbólico importante. Ocho gradas que mueren bajo unas arcadas conducen desde cuatro lados hacia lo alto de la Cúpula de la Roca; los musulmanes llaman a estas arcadas "mavazin", las balanzas. Según una leyenda islámica, el día del Juicio Final se tenderá una cerda de caballo desde las "balanzas" al Monte de los Olivos y todos los resucitados deberán pasar por sobre ella: quien haya cometido injusticias caerá a la perdición eterna.

## El Templo de Jerusalén en el imaginario colectivo
Imágenes organizadas en secuencia lógica de los hechos bíblicos que representan (y no según cuándo fueron realizadas).

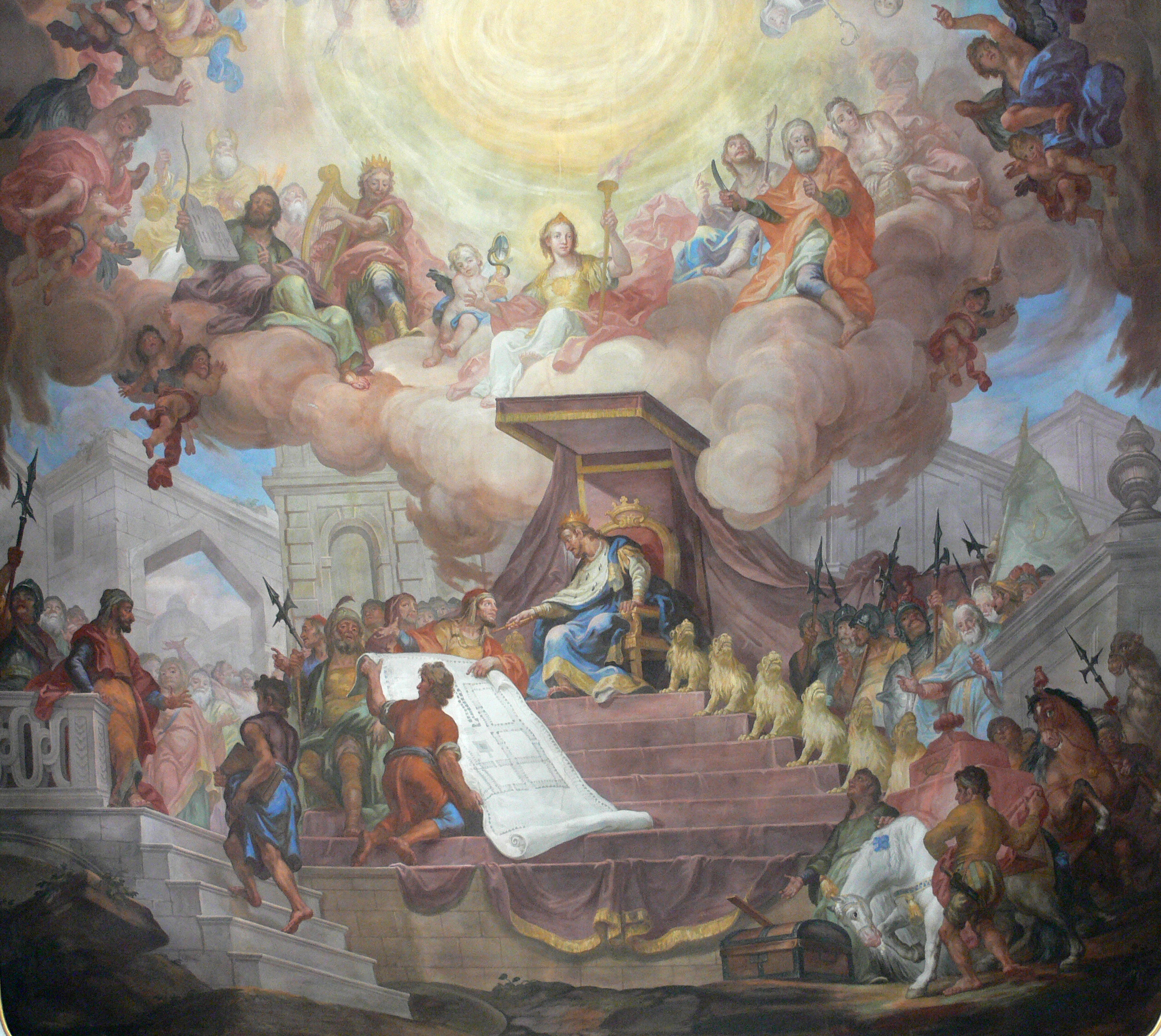
El rey Salomón observa los planos de lo que será el Primer Templo de Jerusalén. Fresco de Andreas Brugger, 1777.
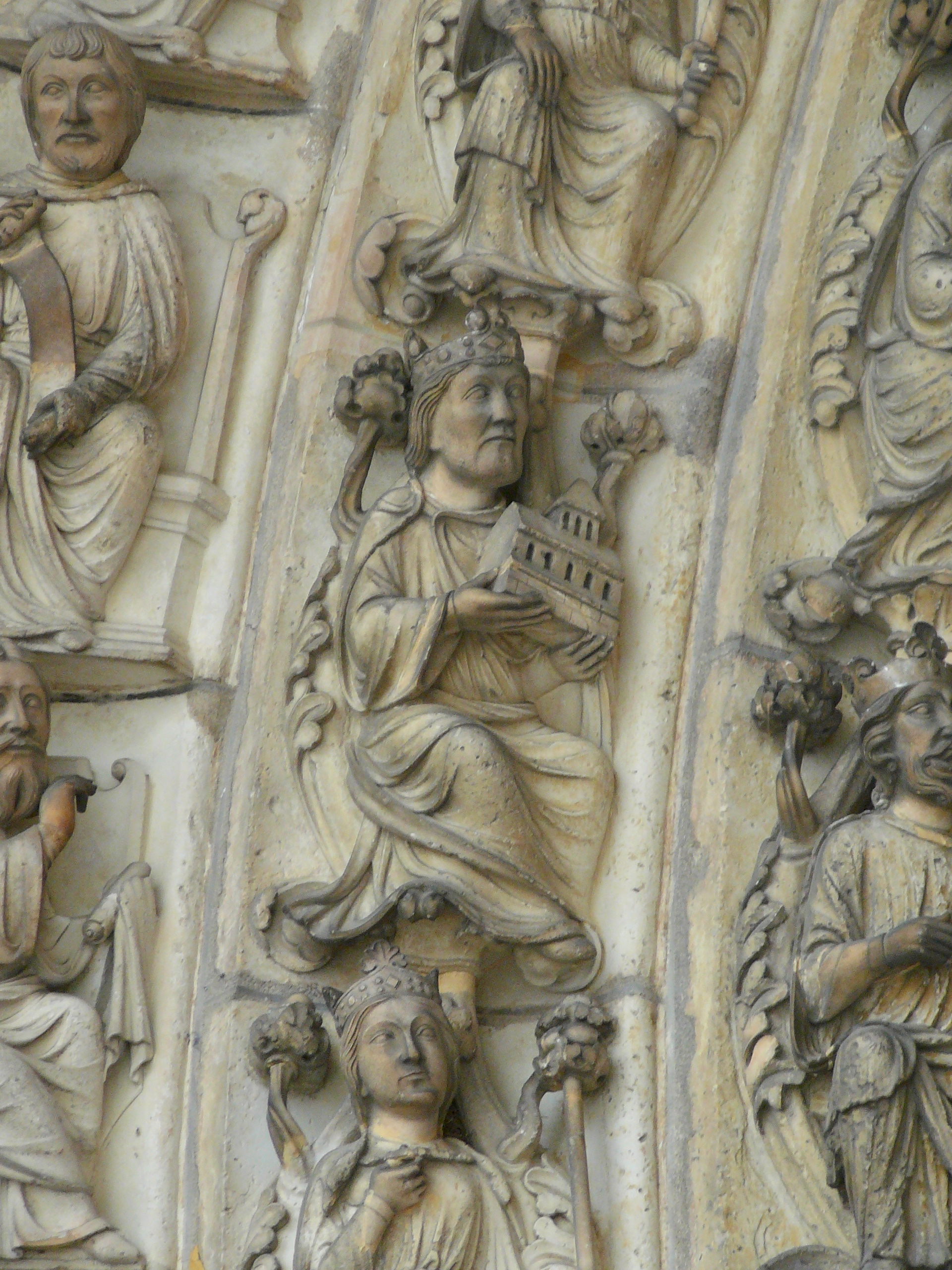
El rey Salomón con el modelo para el Templo de Jerusalén. Escultura gótica de la catedral de Laón, siglo XIII.
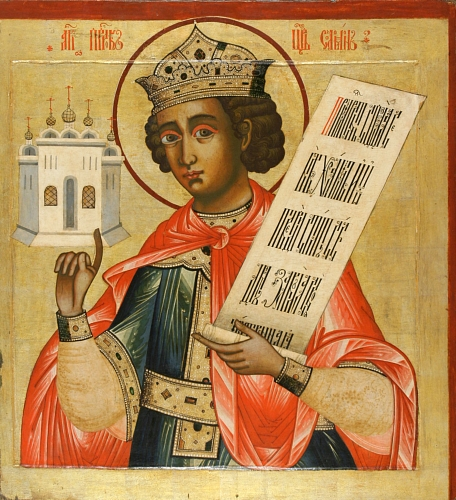
El rey Salomón porta el modelo del Templo de Jerusalén. Ícono ruso, siglo XVIII.
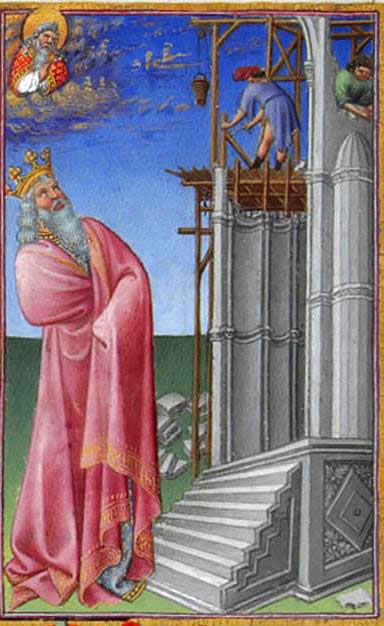
Salomón supervisa la edificación del Templo de Jerusalén. Miniatura de los Hermanos Limburg, 1412-16.
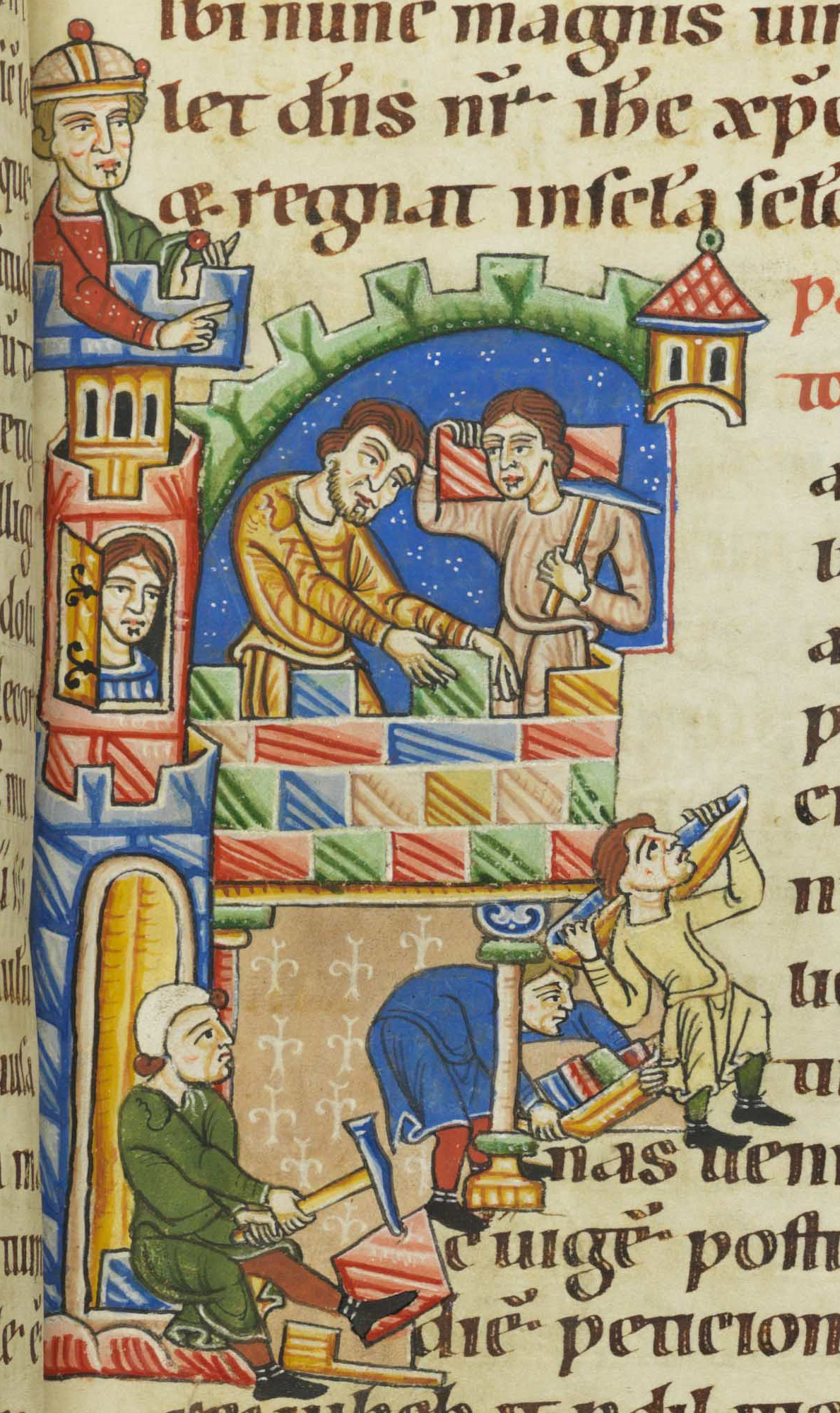
Construcción del Templo de Salomón. Frater Rufillus, Códice Bodmer, 1170-1200.
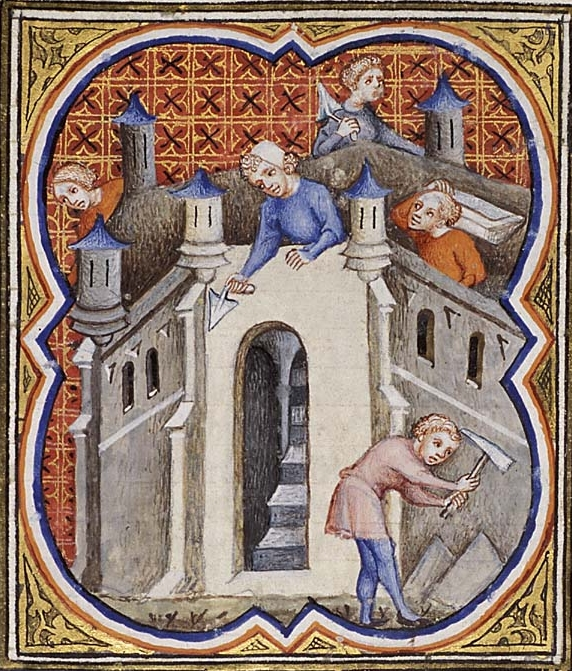
Ejecución de trabajos para el Templo de Salomón. Biblia Historiada, 1450.
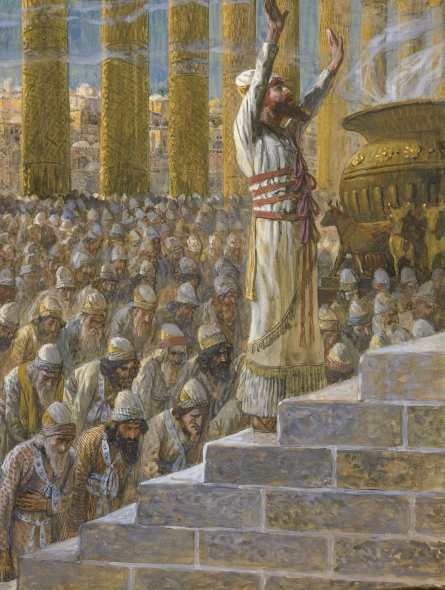
El rey Salomón dedica el Templo de Jerusalén. Gouache por Tissot, 1896-1902.
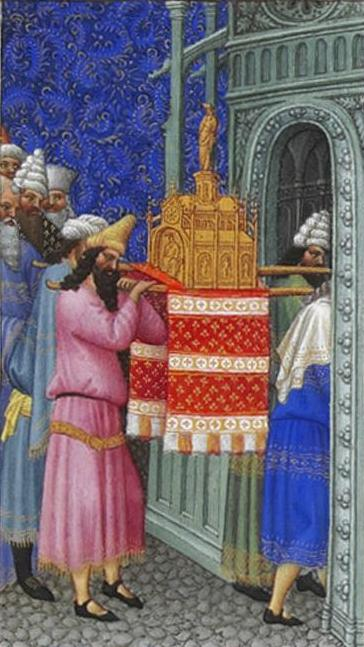
El Arca de la Alianza es introducida en el Templo de Jerusalén. Miniatura de los Hermanos Limburg, 1412-1416.
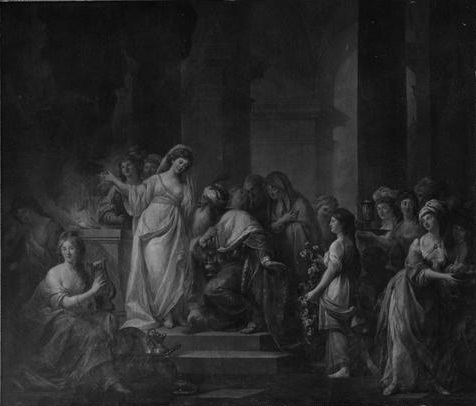
Dedicación del Templo de Salomón. Óleo por Biacciarelli, 1788-1791.
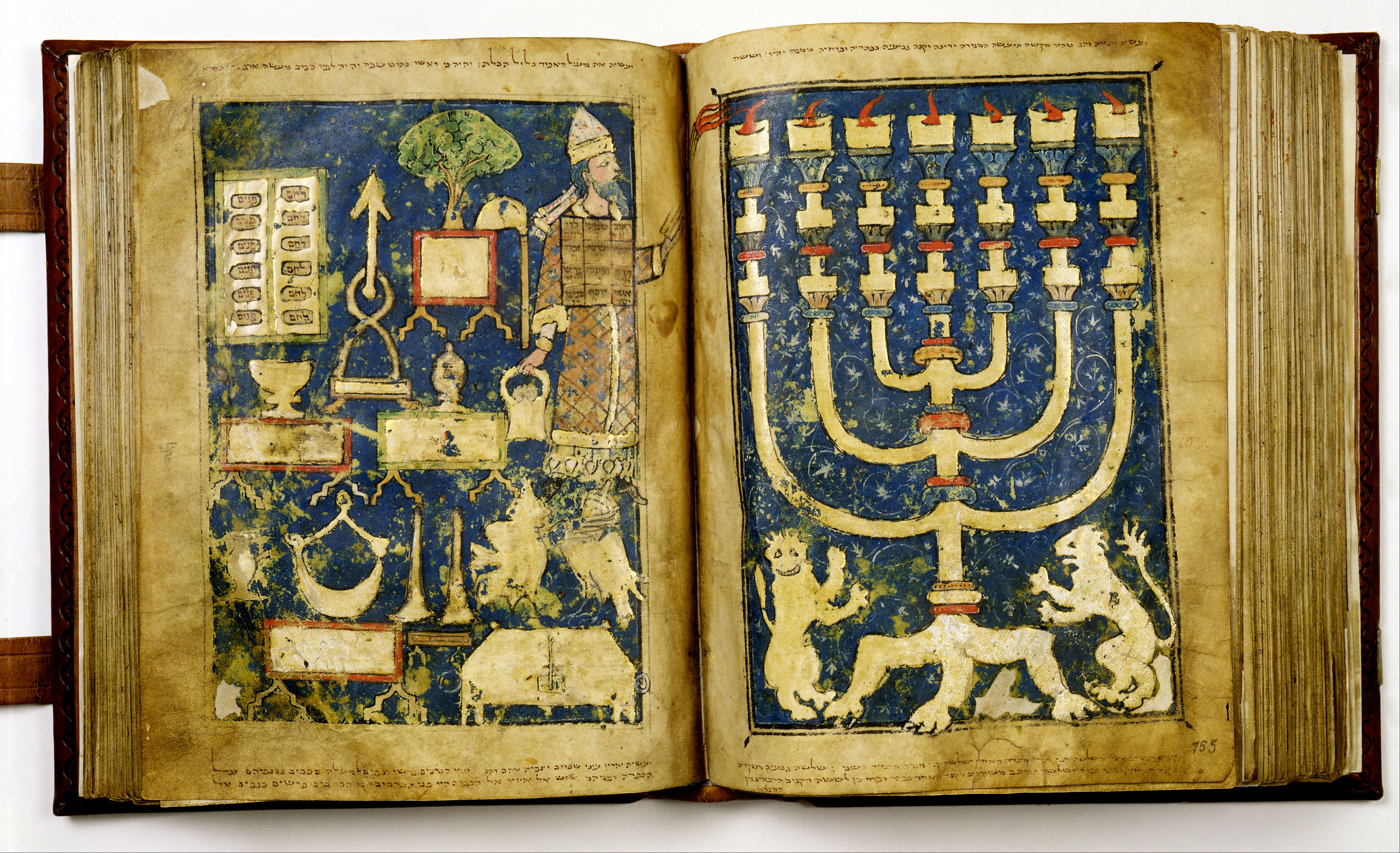
Sumo sacerdote con los implementos del Templo. Pentateuco de Ratisbona, Bavaria, Alemania, 1300.
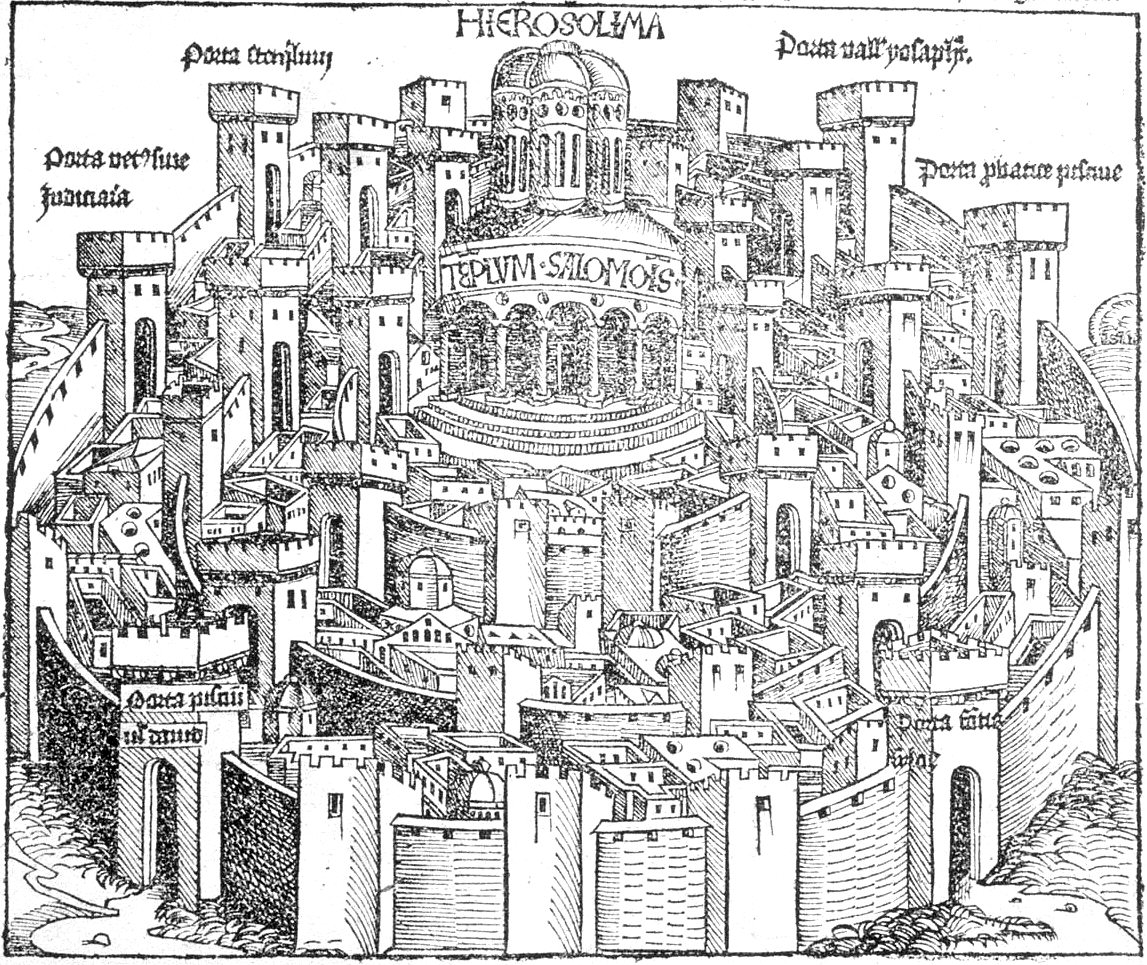
El Templo de Salomón en Jerusalén. Xilografía de Hatmann Schedel, 1493.
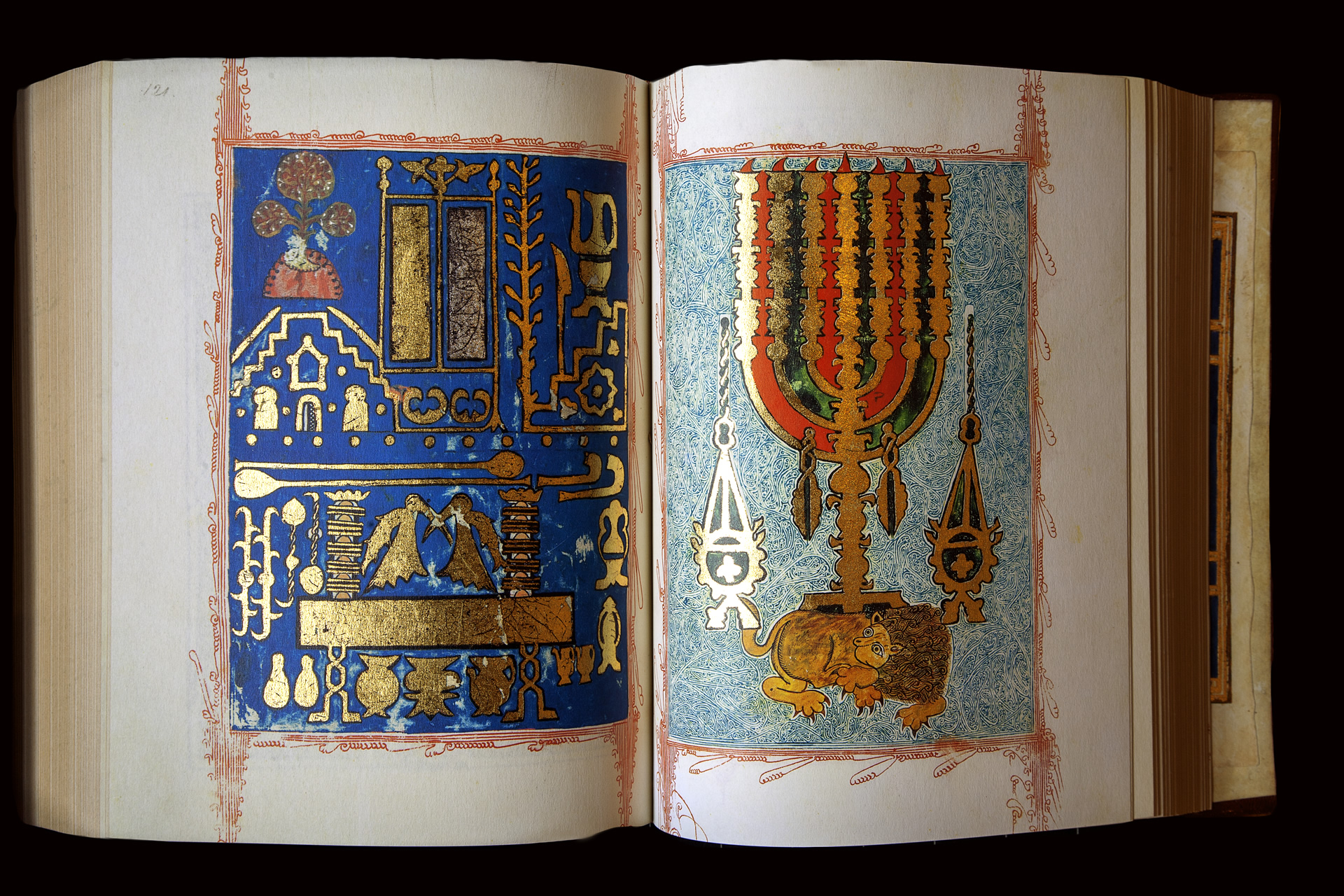
Biblia Kennicott, manuscrito sefardí, 1476: Implementos del Templo, incluyendo la Menorá.
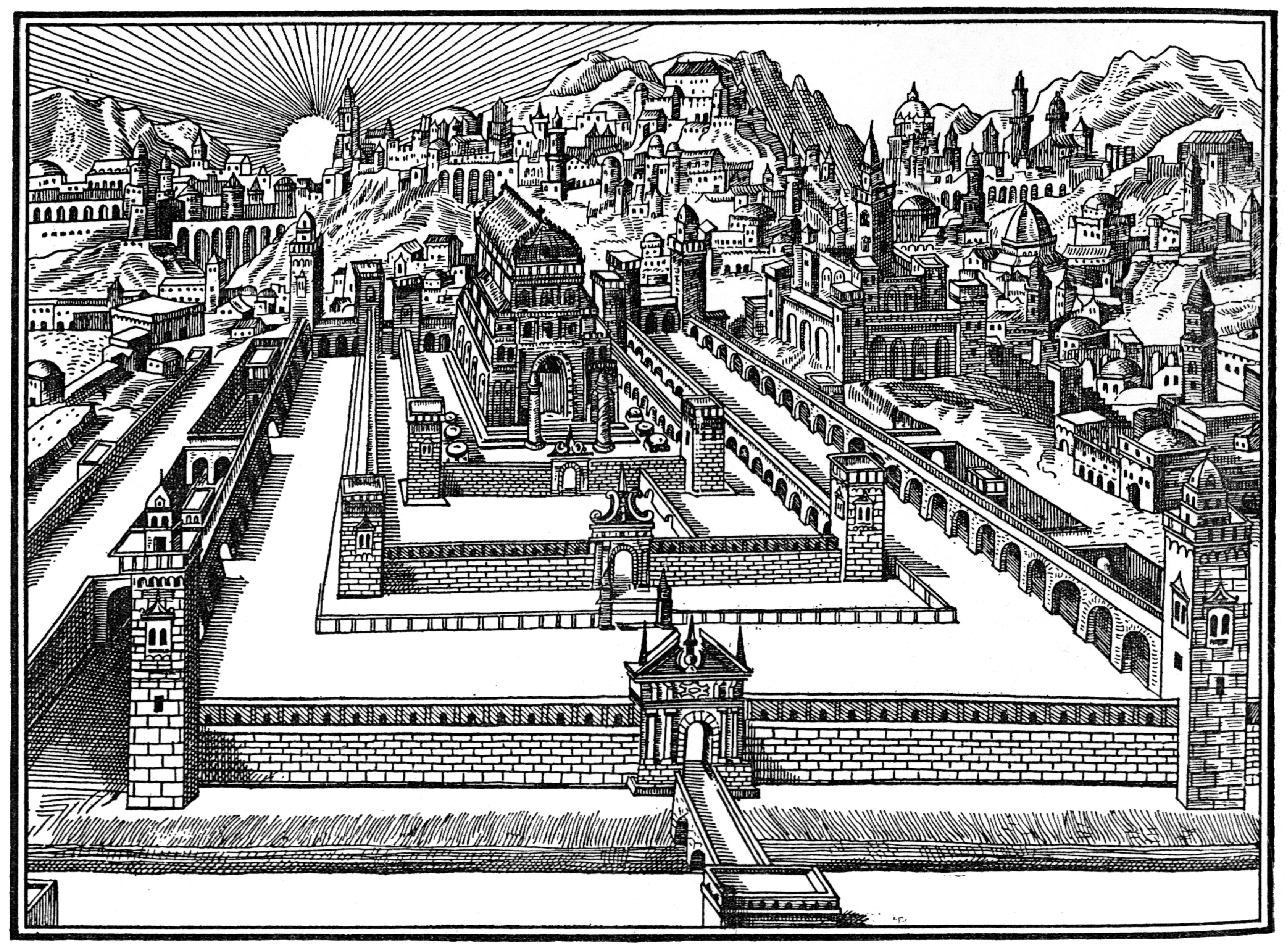
El Templo de Salomón en Jerusalén. Hagadá de Pésaj, Ámsterdam, 1695.
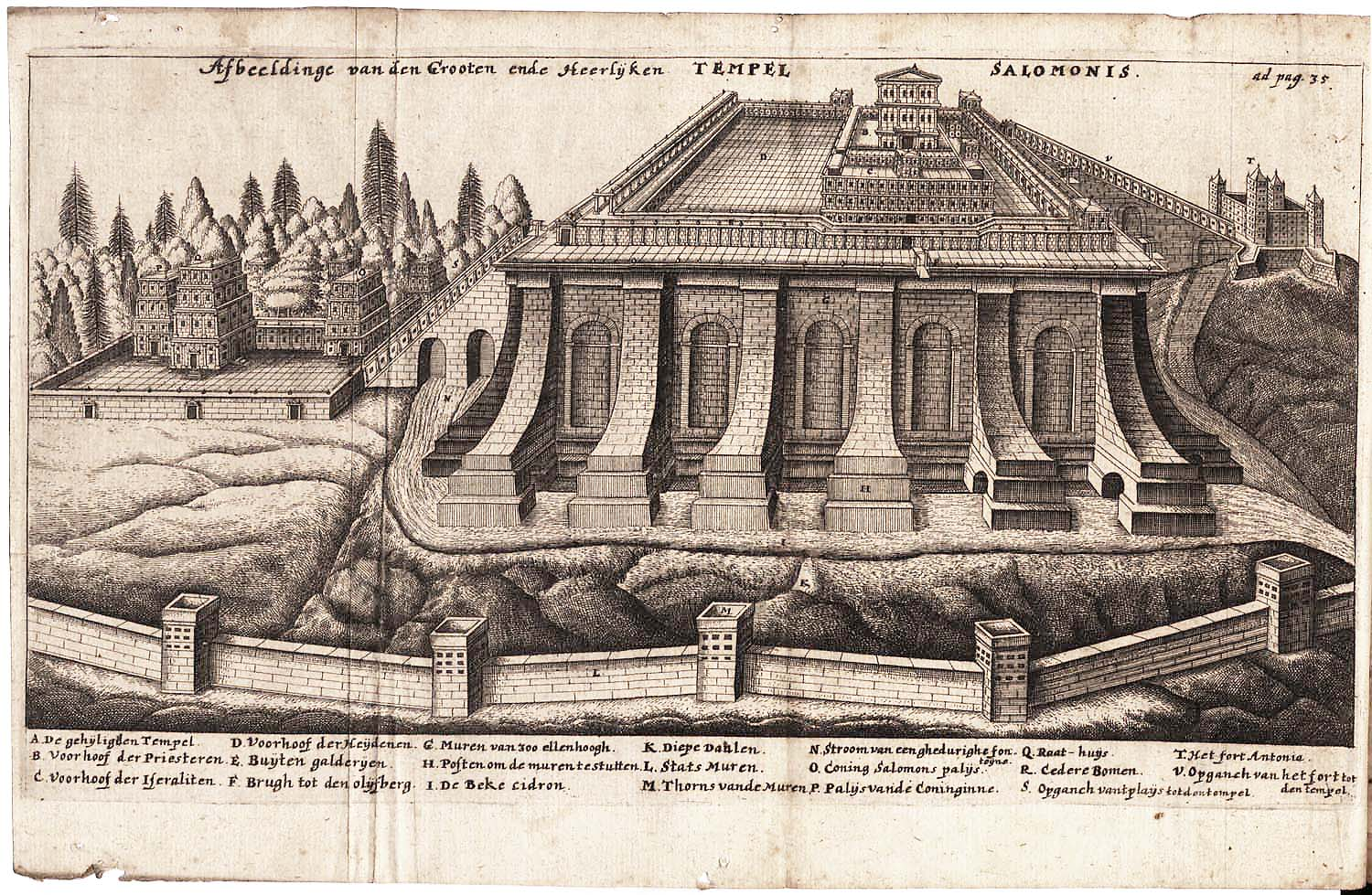
Templo de Salomón sobre el monte Moriá. Grabado del rabino sefardí Jacob Judah Leon, 1665.
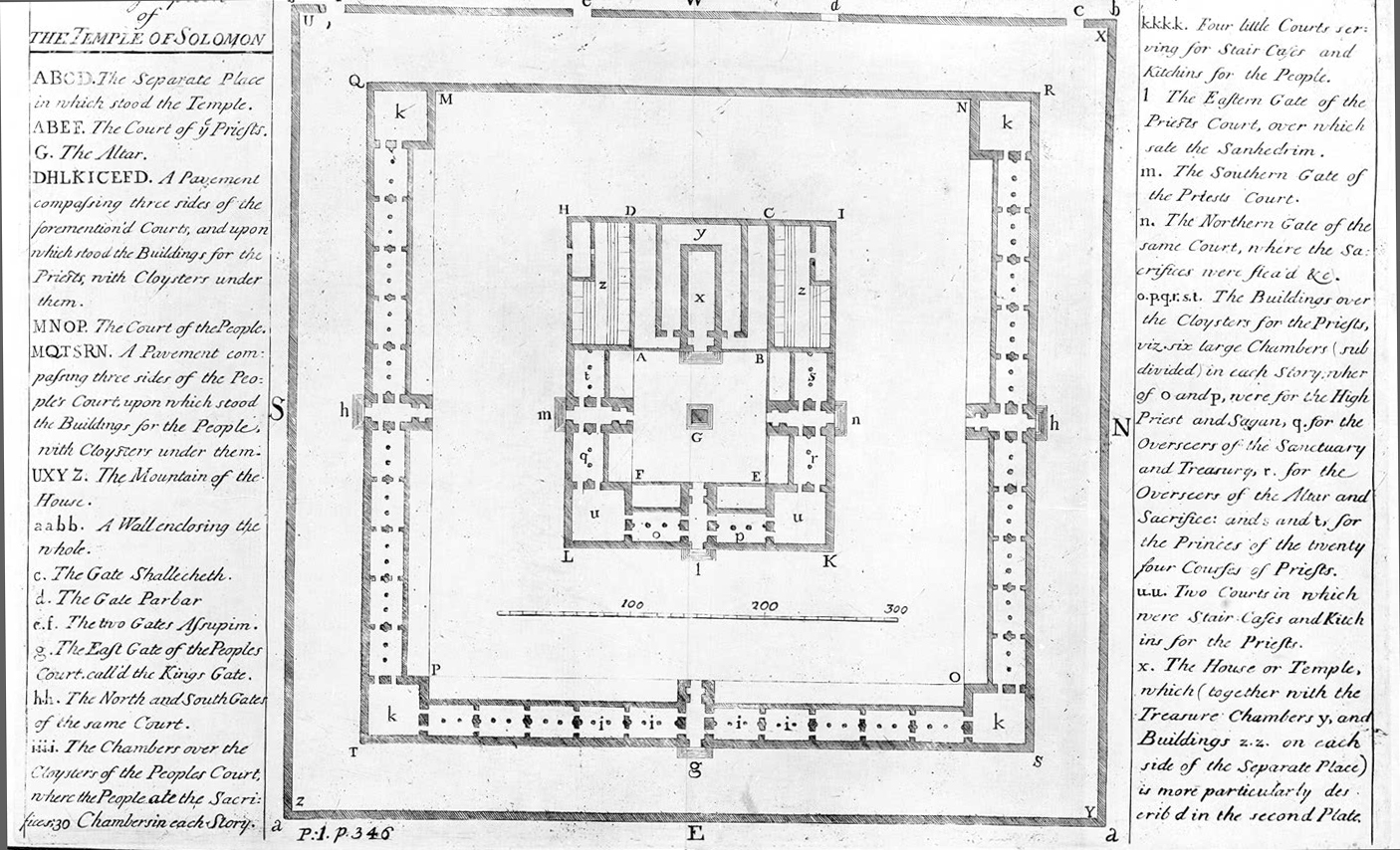
Planta general del Templo de Salomón, mostrando sus patios. Plano de Isaac Newton, 1728.
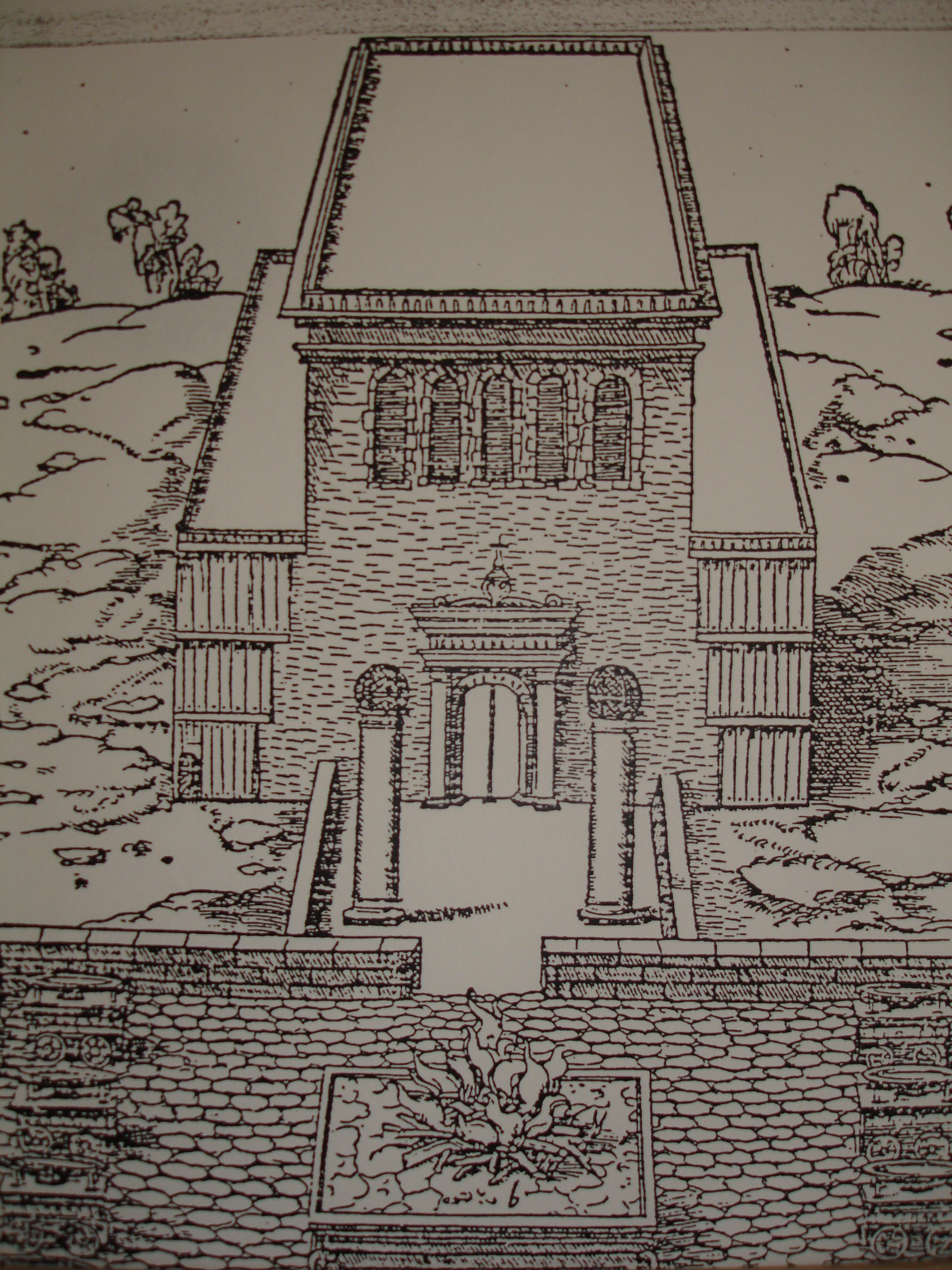
Templo de Salomón. Grabado de Francois Vatable, 1546.
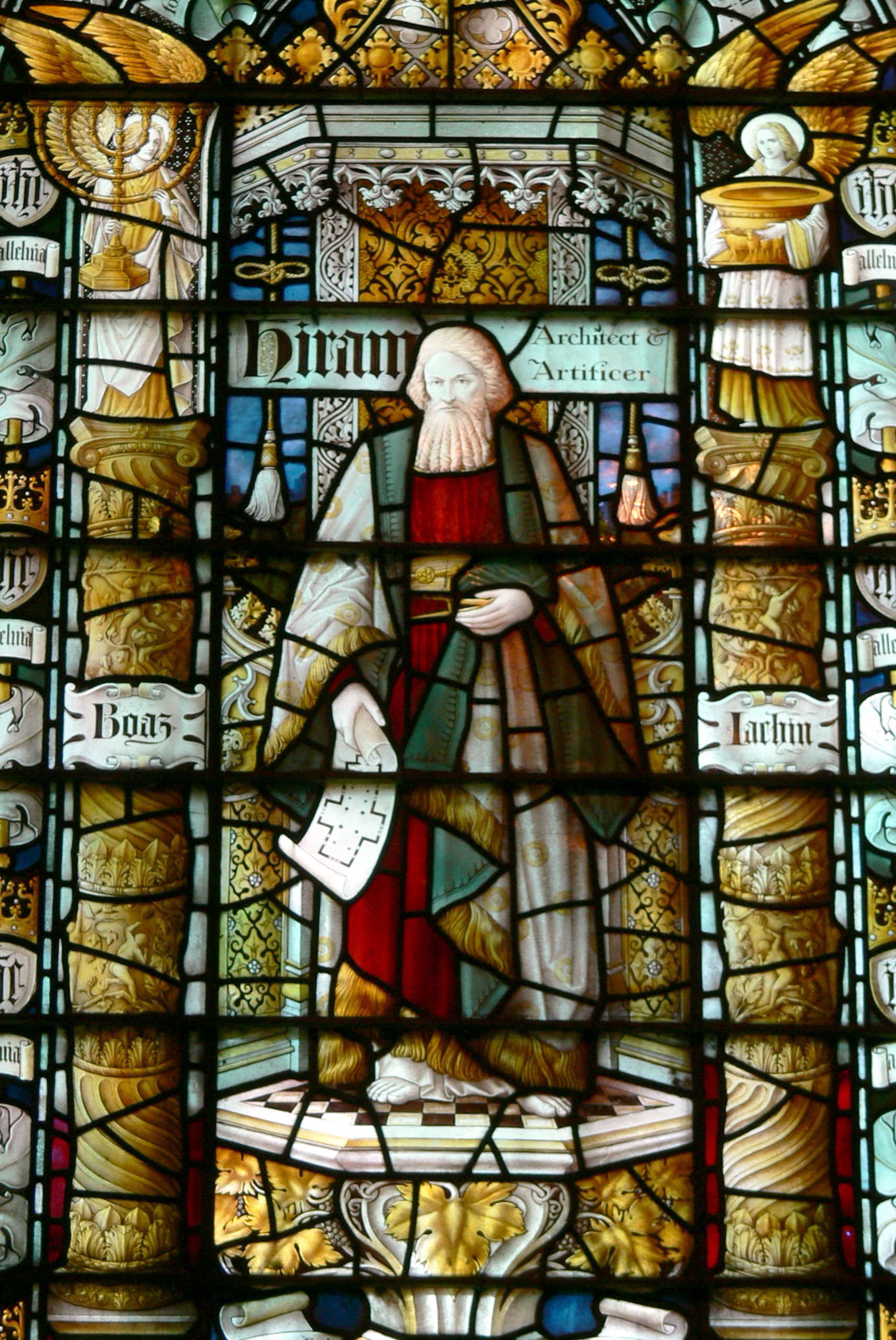
Hiram, arquitecto del Templo de Salomón, retratado entre sus célebres columnas. Vitral, 1900.
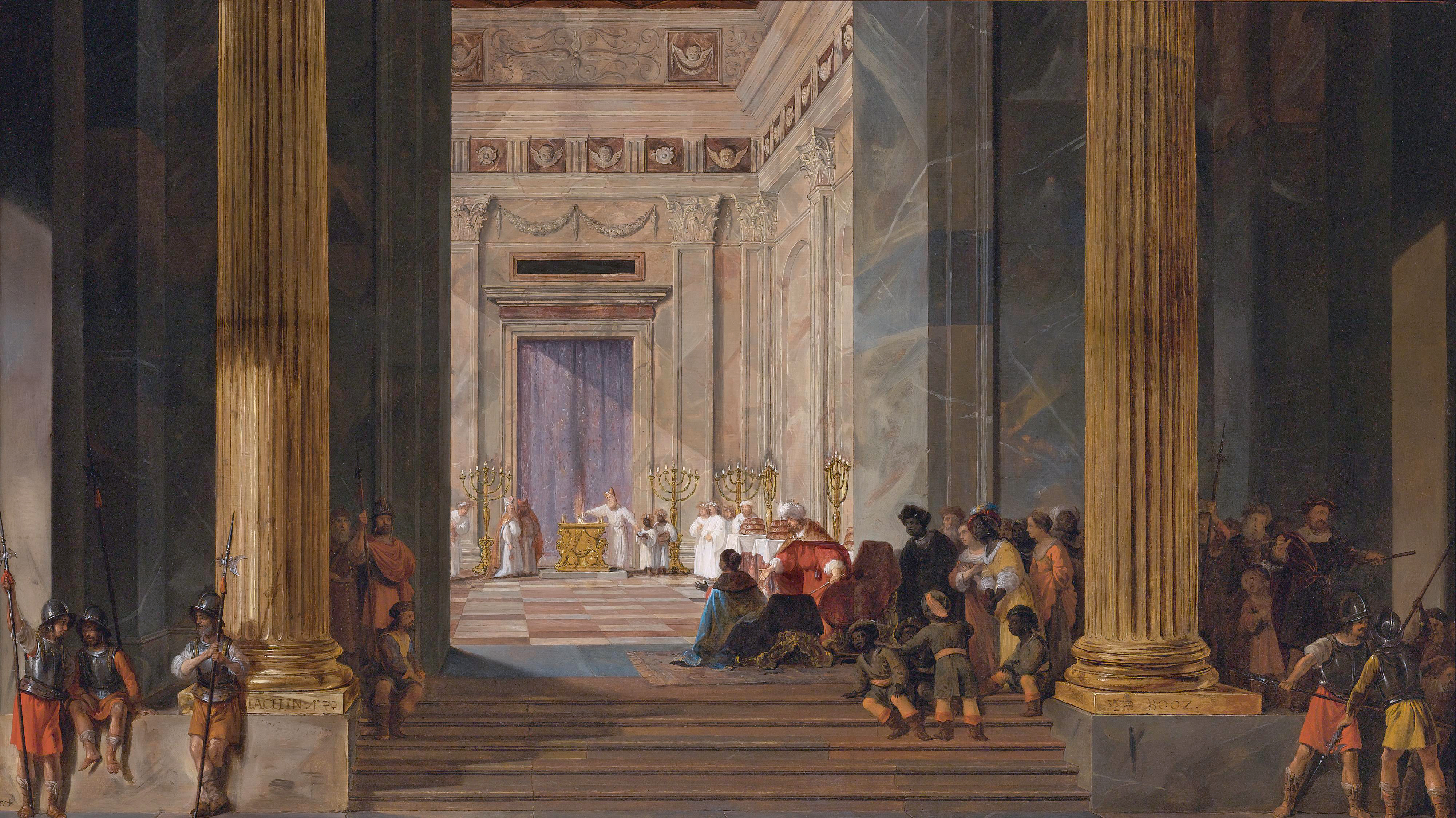
La reina de Saba visita el interior del Templo de Salomón. Óleo por De Bray, 1657.
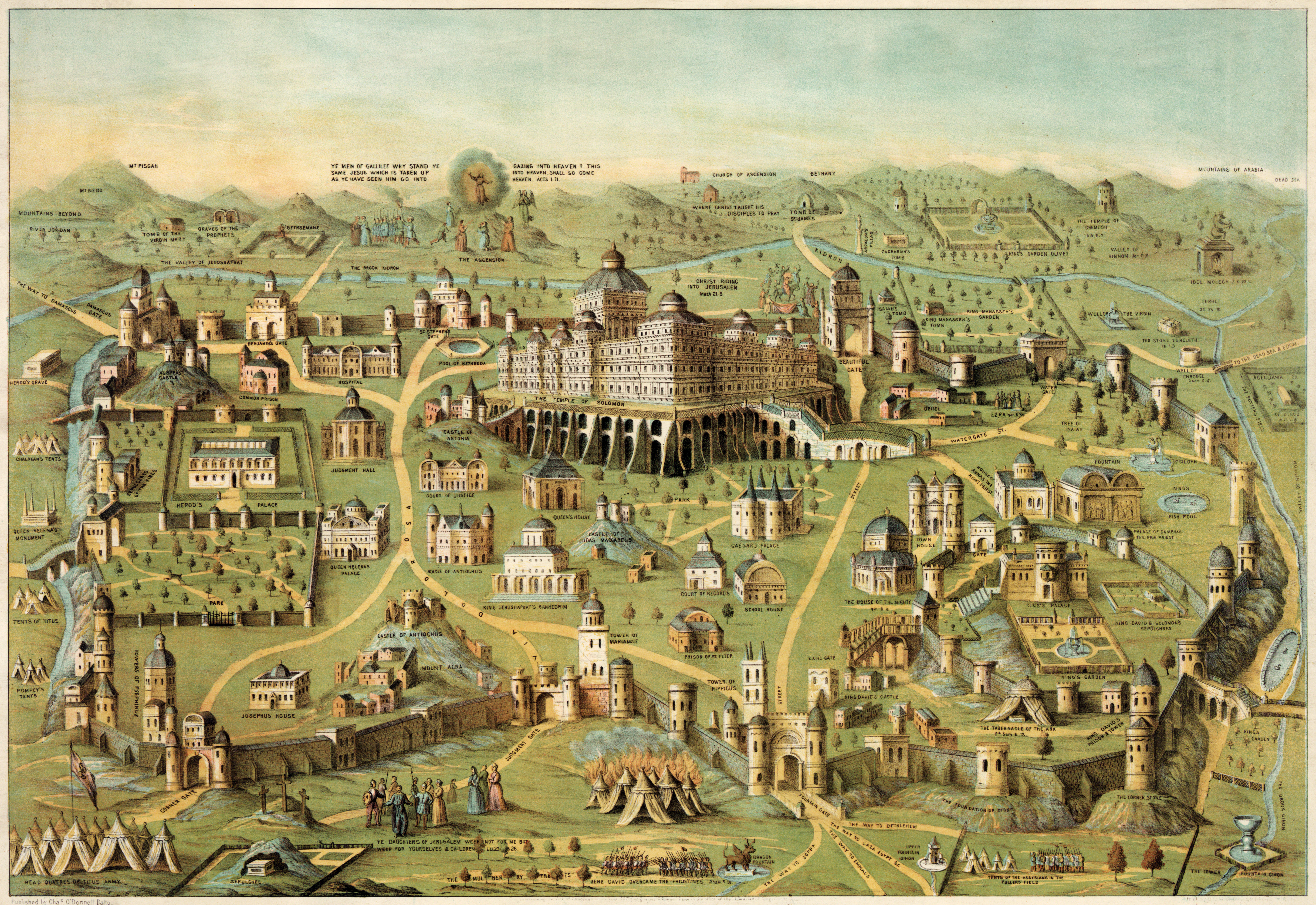
El Templo de Salomón en la Antigua Ciudad de Jerusalén. Estampa de Charles O'Donnell, 1871.
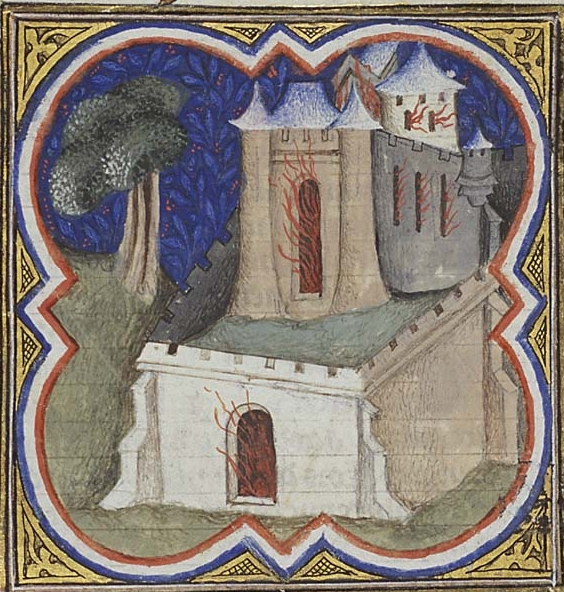
El Primer Templo de Jerusalén incendiado por Nabucodonosor. Biblia Historiada, 1372.
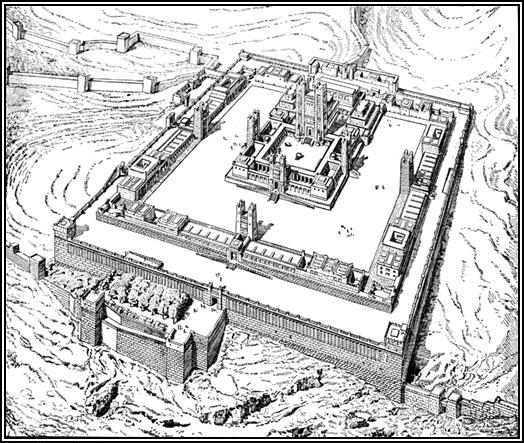
El Templo de Jerusalén envisionado por Ezequiel. Charles Chipiez, 1887.
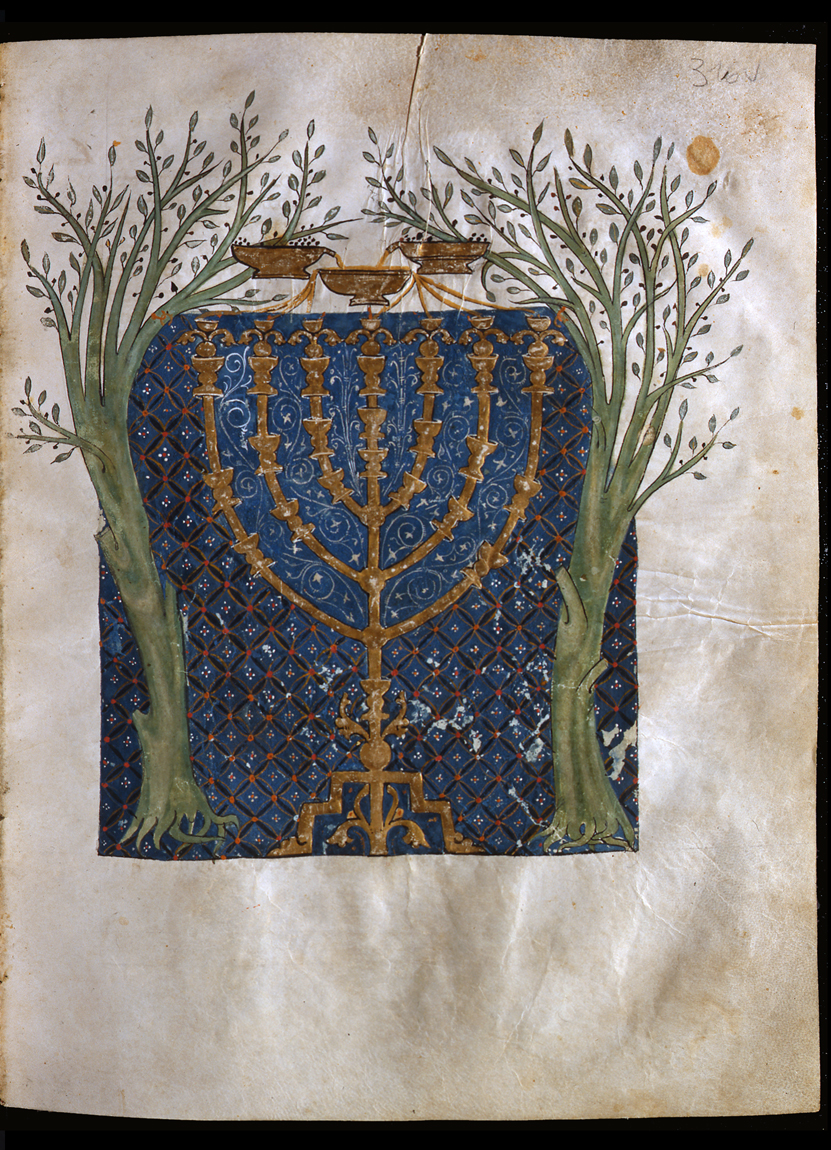
Menorá de la visión del profeta Zacarías. Biblia de Cervera, 1299-1300.[36] Manuscrito sefardí ilustrado.
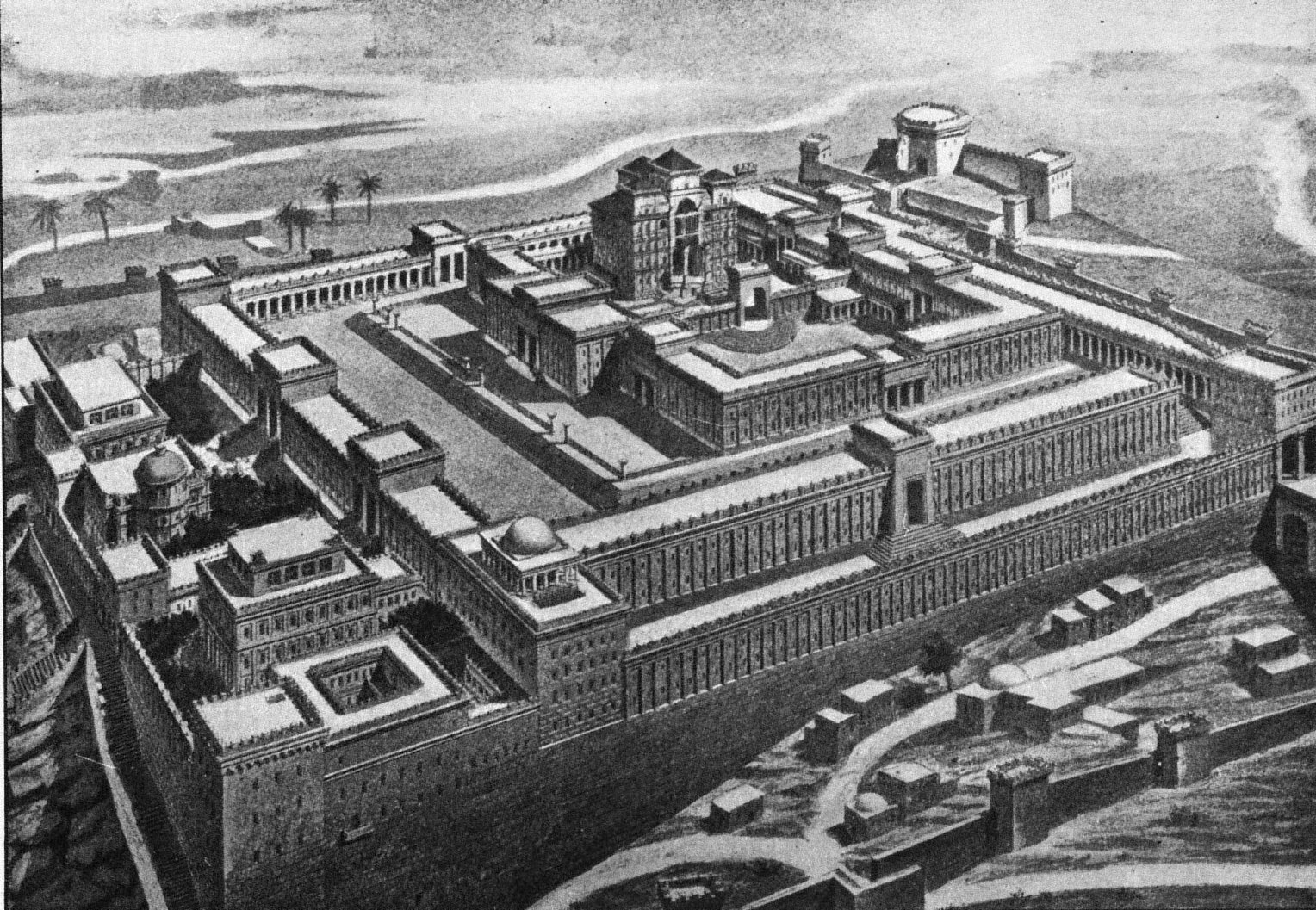
El Templo de Jerusalén concebido por Zorobabel, gobernador de Judea bajo el Imperio Aqueménida. Perspectiva decimonónica.
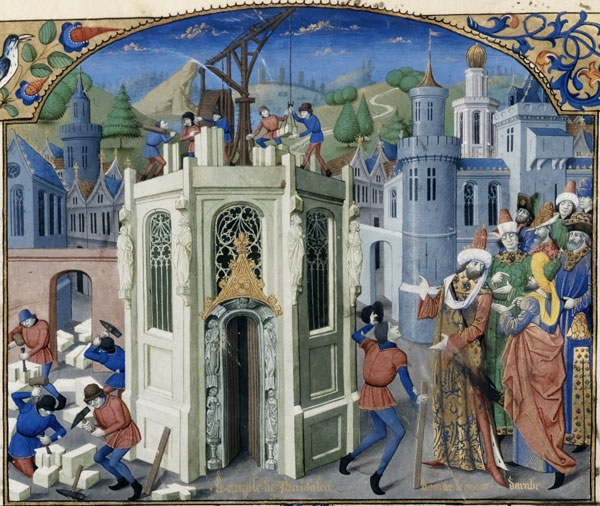
Zorobabel reconstruye el Templo de Jerusalén. Miniatura francesa, siglo XV.
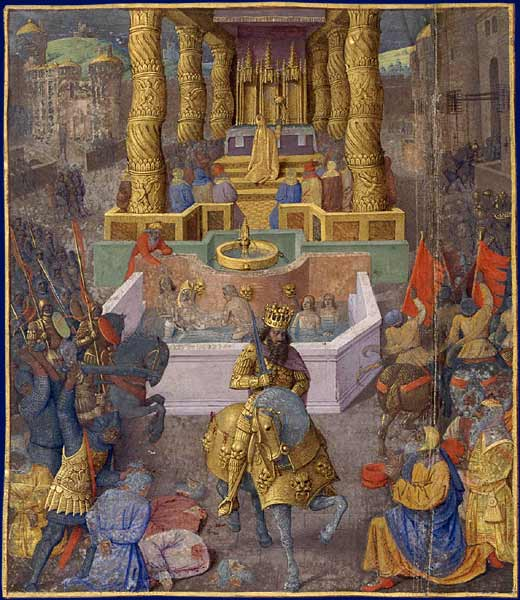
Herodes ante el Templo de Jerusalén, 36 a.C. Miniatura por Jean Fouquet, 1470-1475.
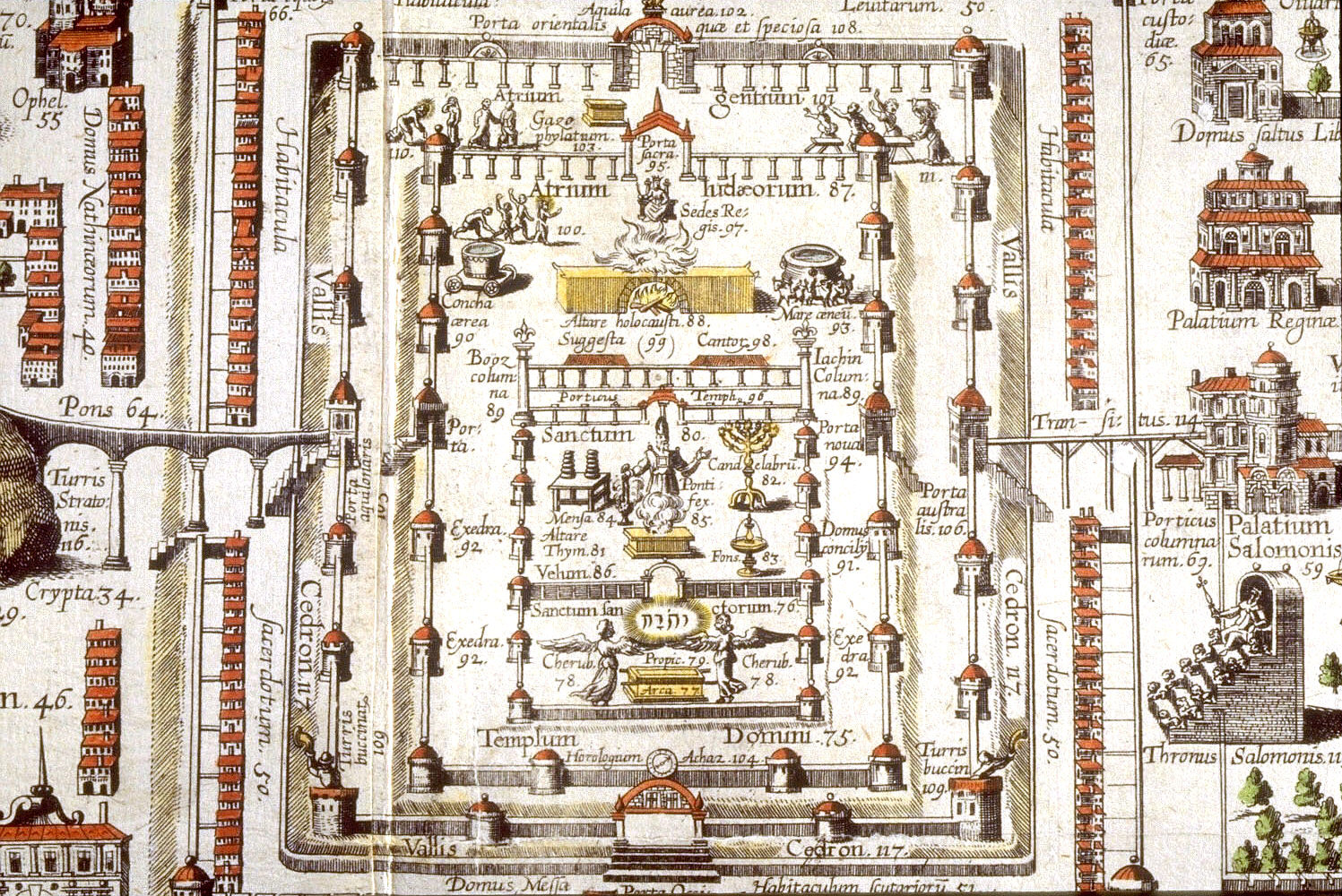
El Segundo Templo de Jerusalén y sus alrededores. Christian van Adrichom, 1584.
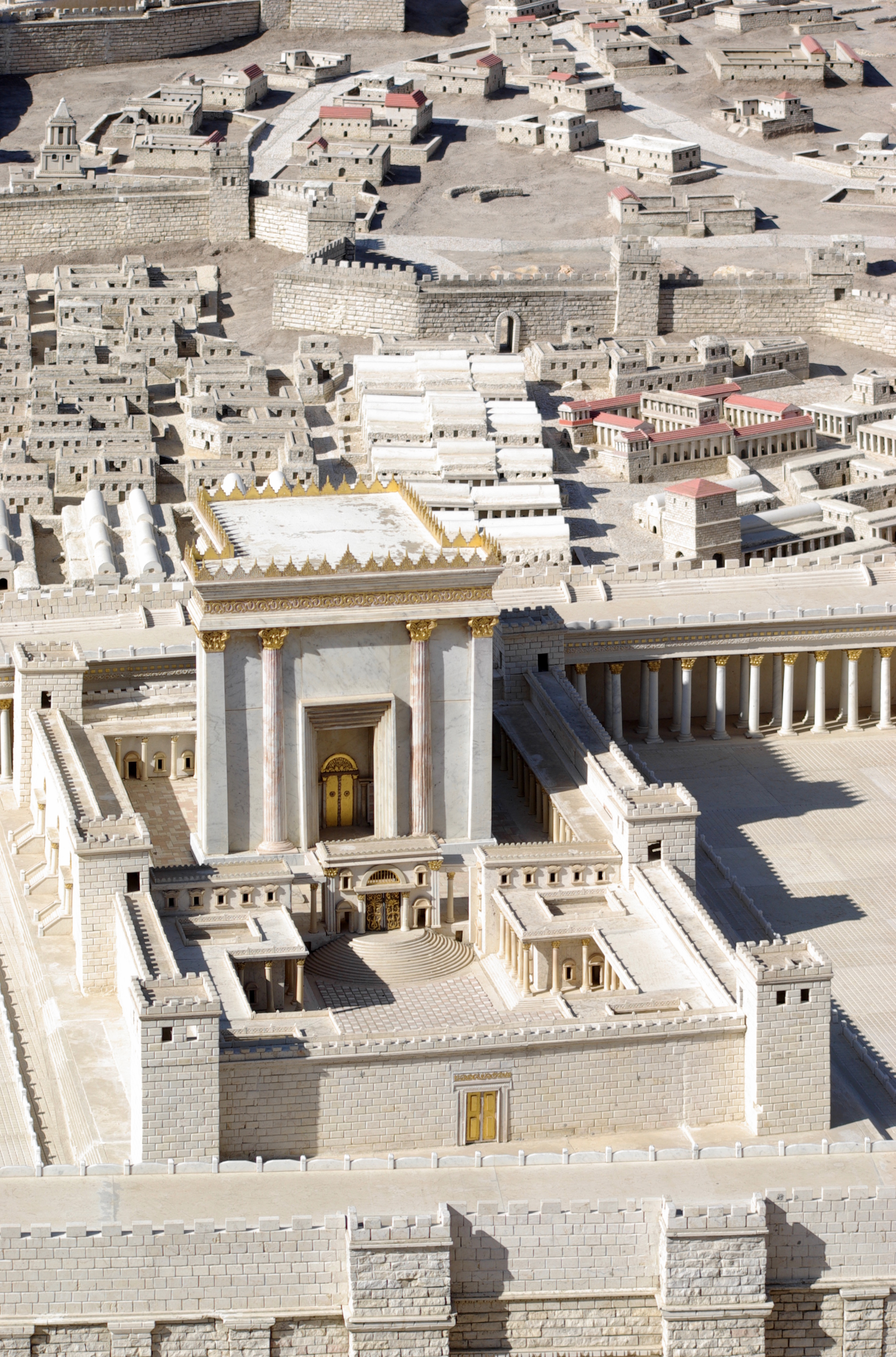
Maqueta del Segundo Templo de Jerusalén, reconstruido por Herodes y en tiempos de Jesús, siglo I a. C.
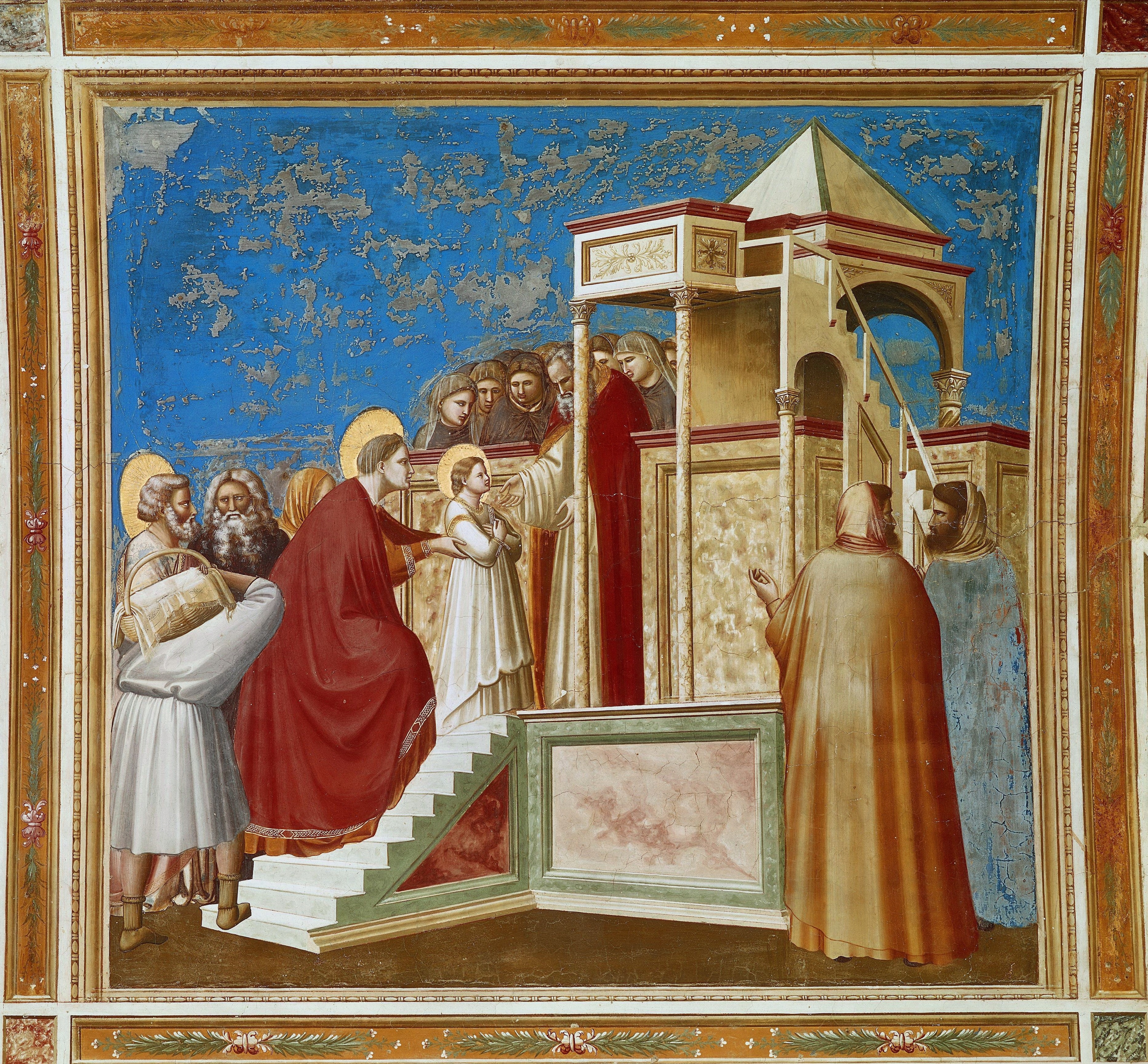
Presentación de María en el Templo de Jerusalén. Giotto, 1304-1313
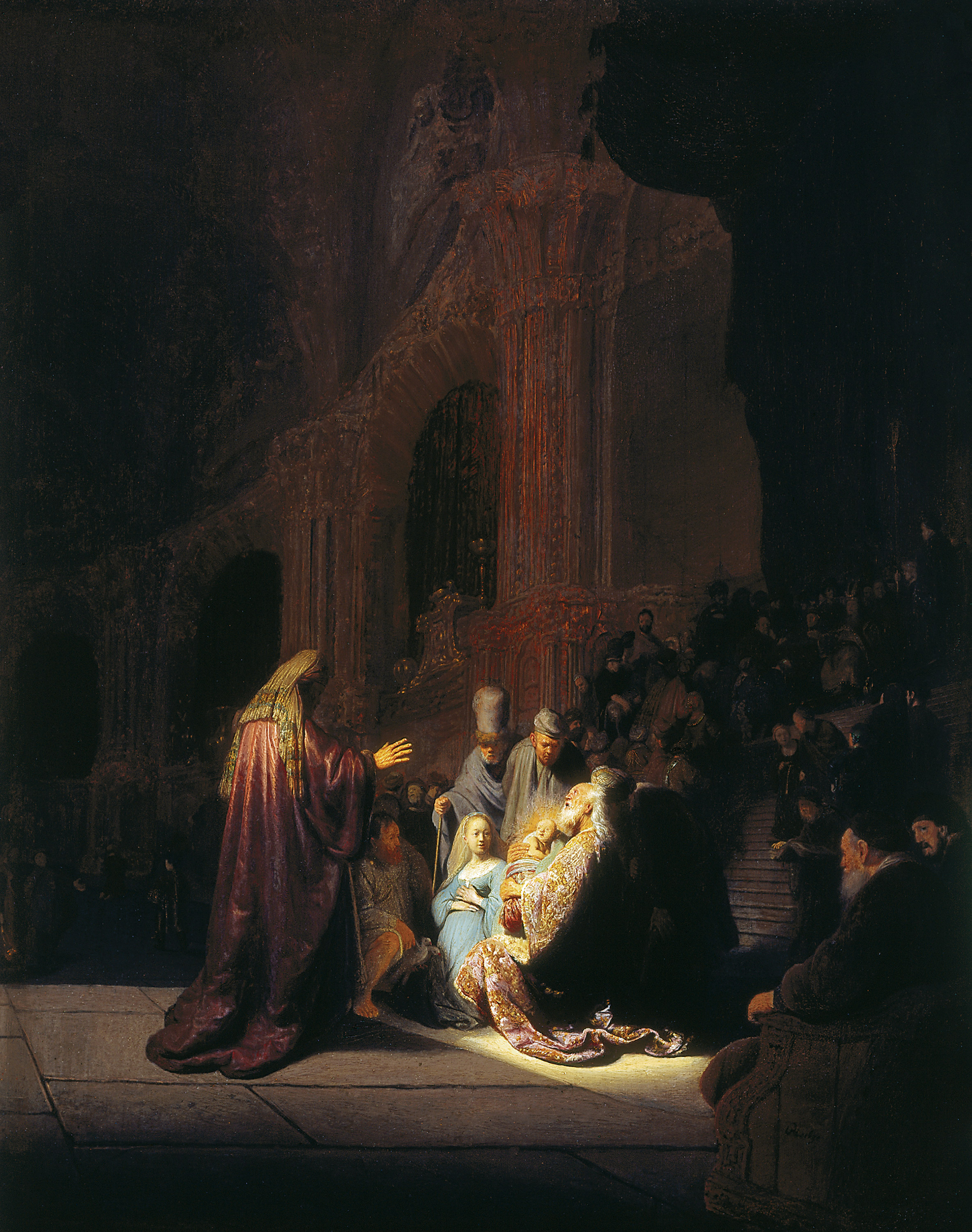
Presentación de Jesús en el Templo de Jerusalén. Rembrandt, 1631.
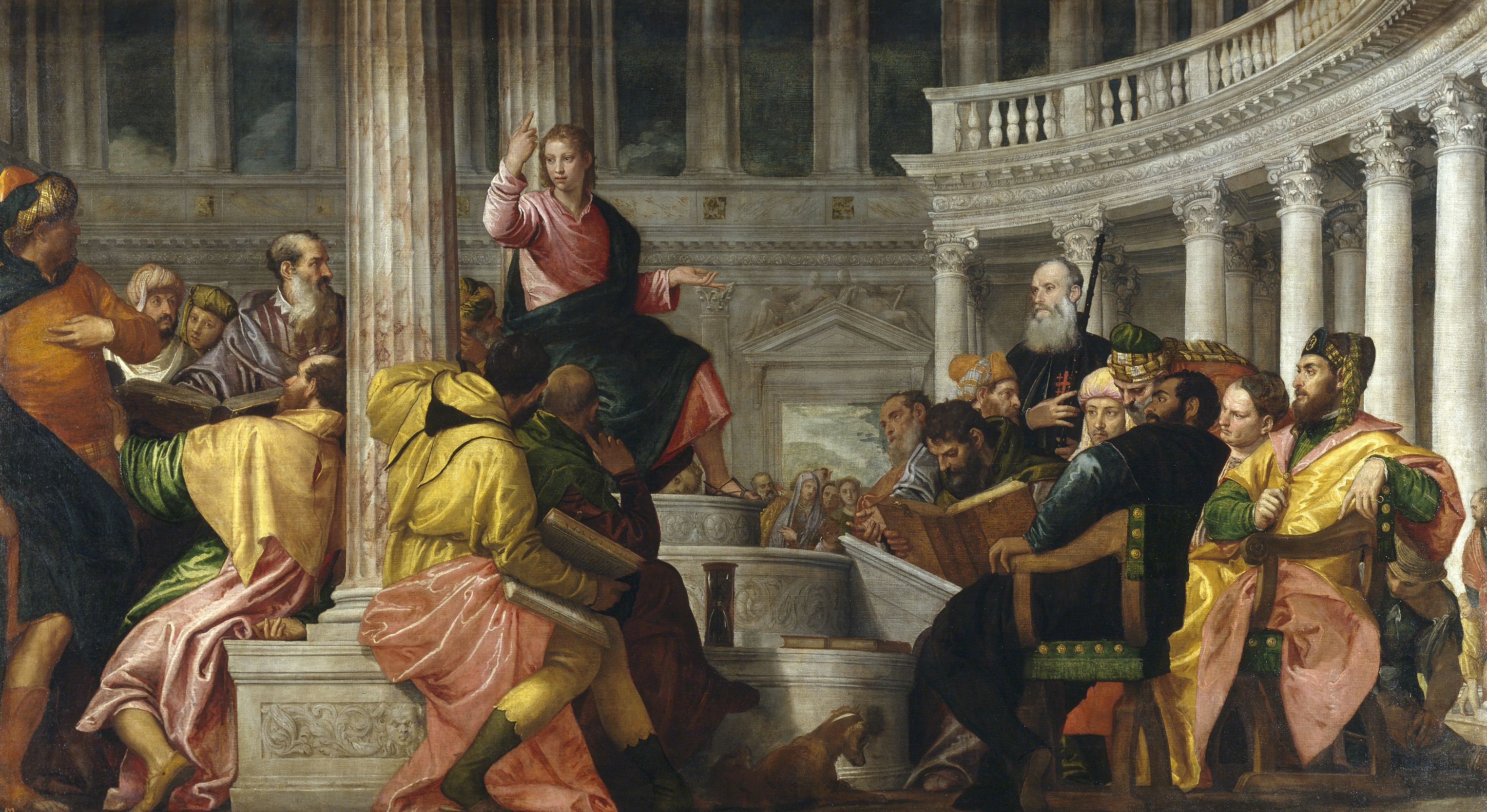
Jesús y los doctores en el Templo de Jerusalén. Veronese, 1560.
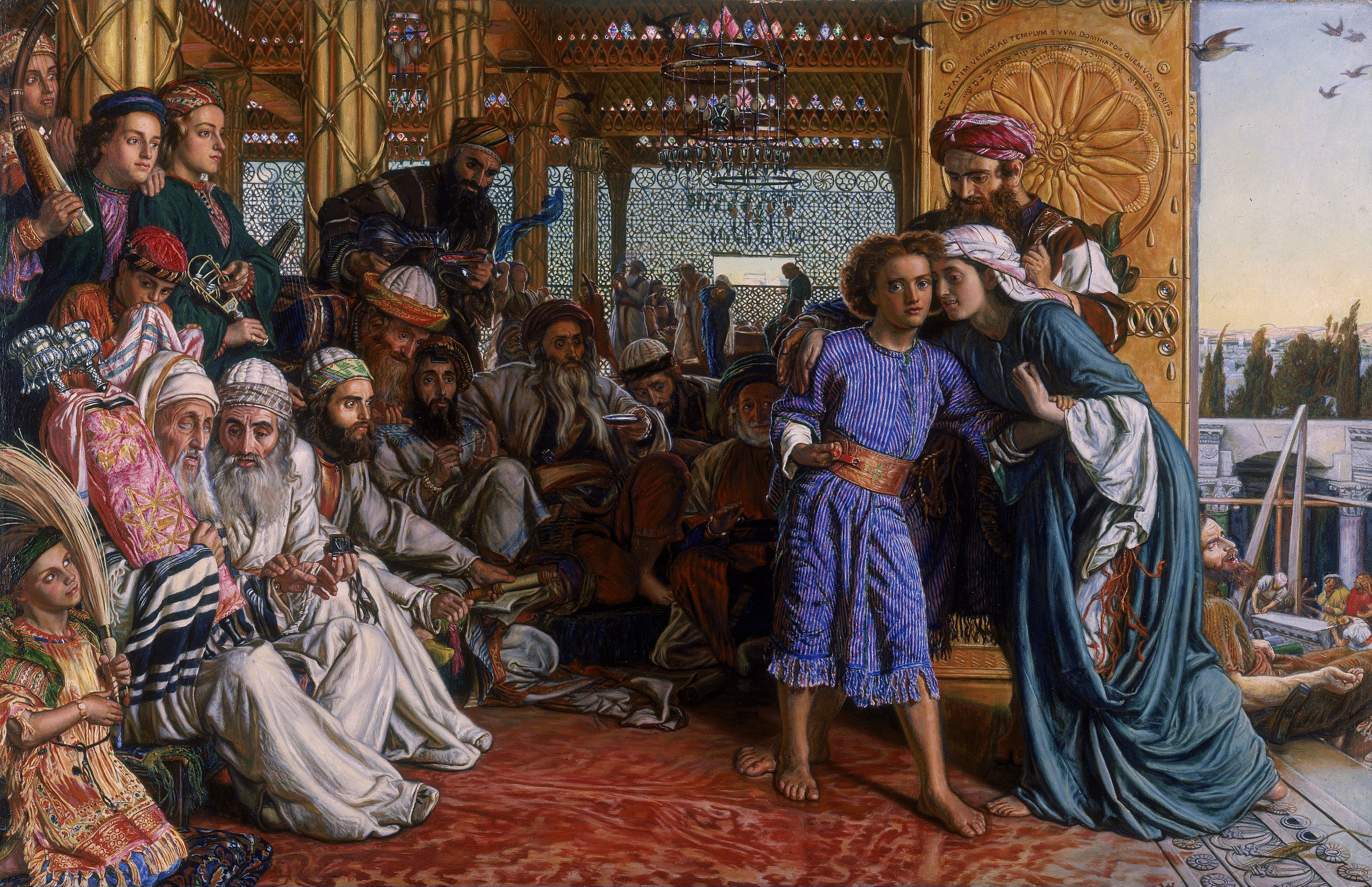
María y José encuentran a Jesús en el Templo de Jerusalén. William Hunt, 1860.
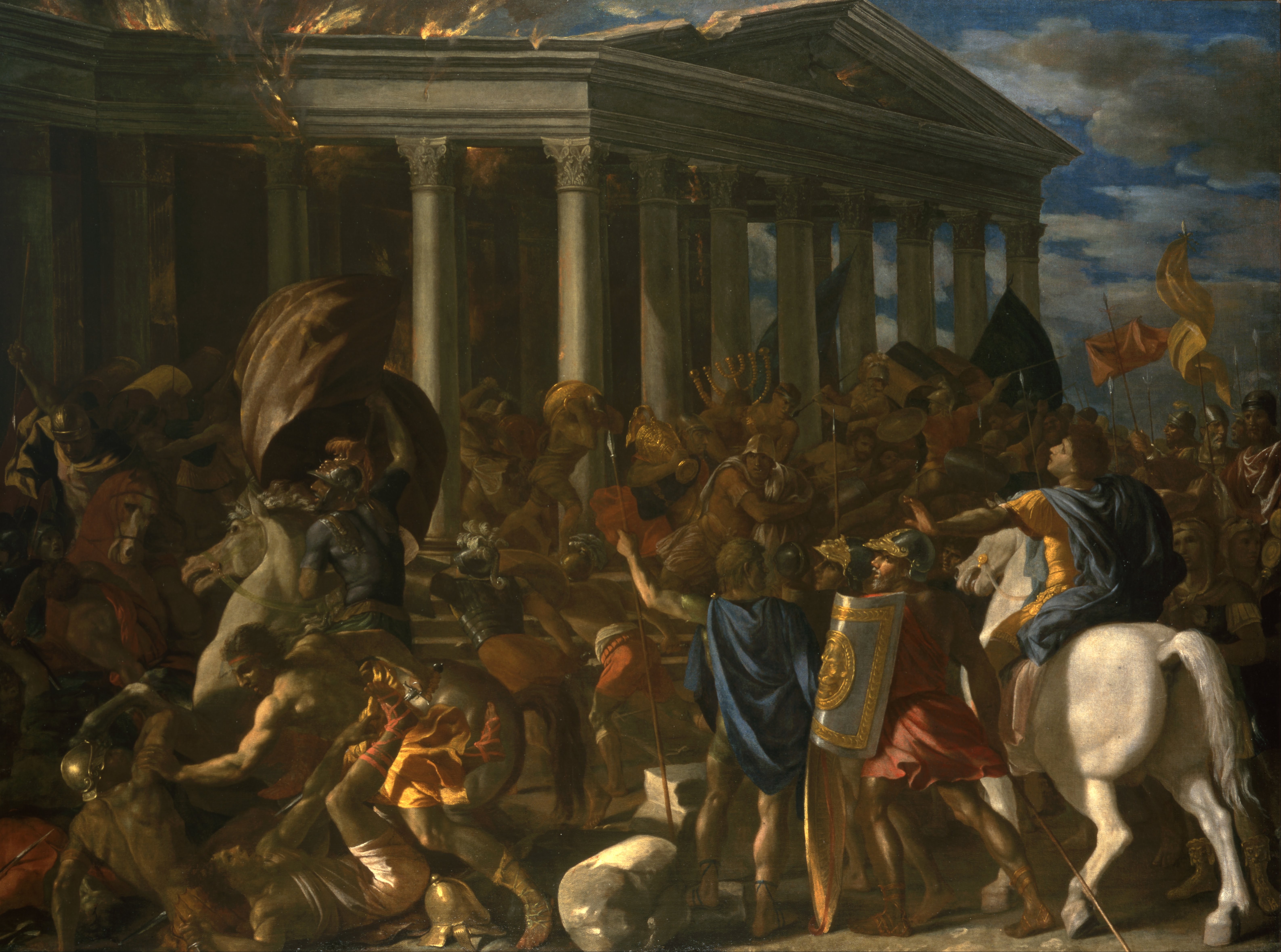
Saqueo y destrucción del Segundo Templo de Jerusalén. Nicolas Poussin, 1626.
El muro occidental, único vestigio del Segundo Templo de Jerusalén. Jean-Léon Gérôme, 1867.
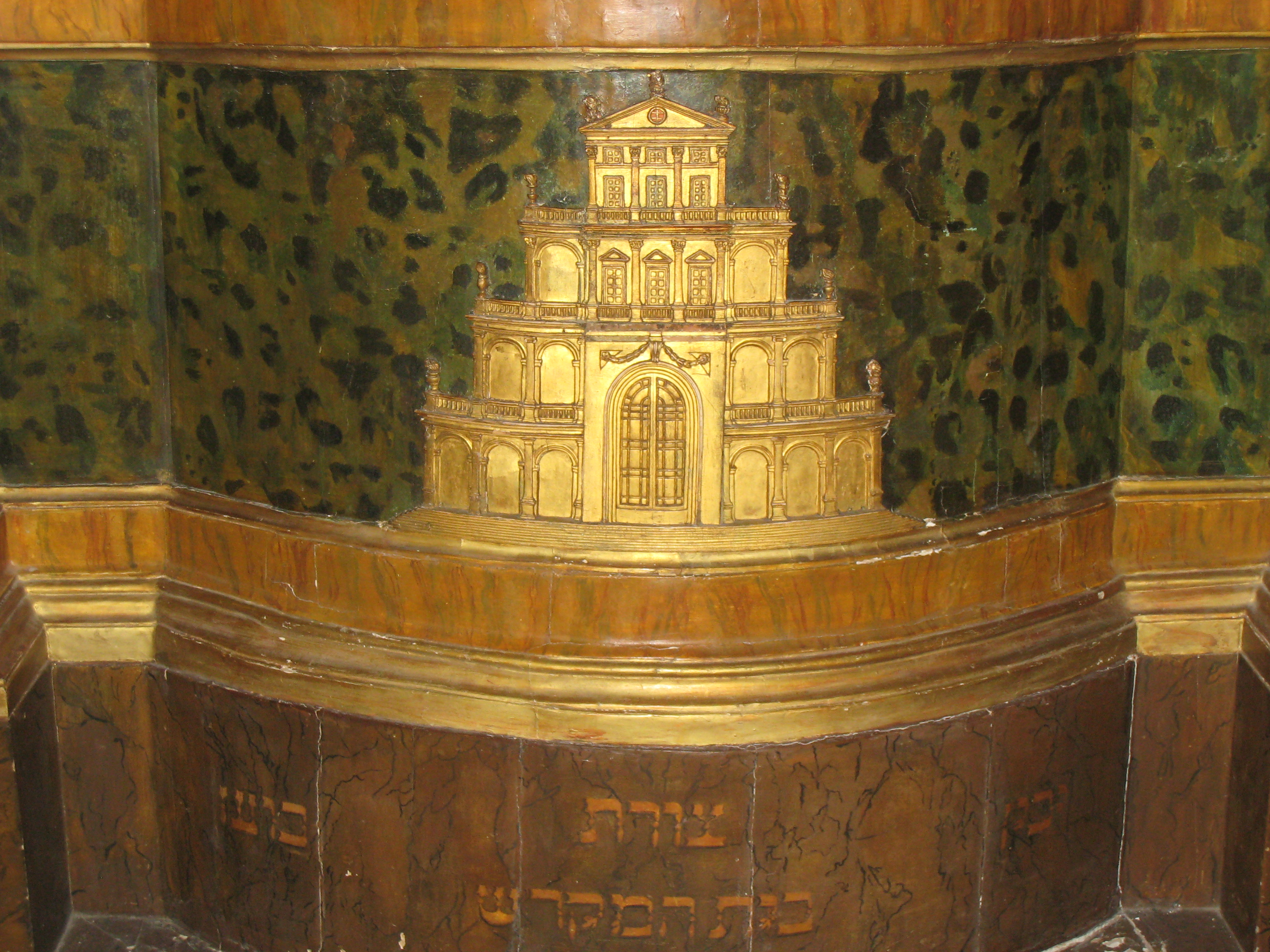
Fachada para el Tercer Templo de Jerusalén, a ser construido por el Mesías, siglo XVII-XVIII. Sinagoga Istanbuli, Barrio Judío, Ciudad vieja de Jerusalén.
- Proyecto contemporáneo para el Tercer Templo de Jerusalén basado en la visión de Ezequiel. Meir Leibush ben Yehiel Michal, 2010.
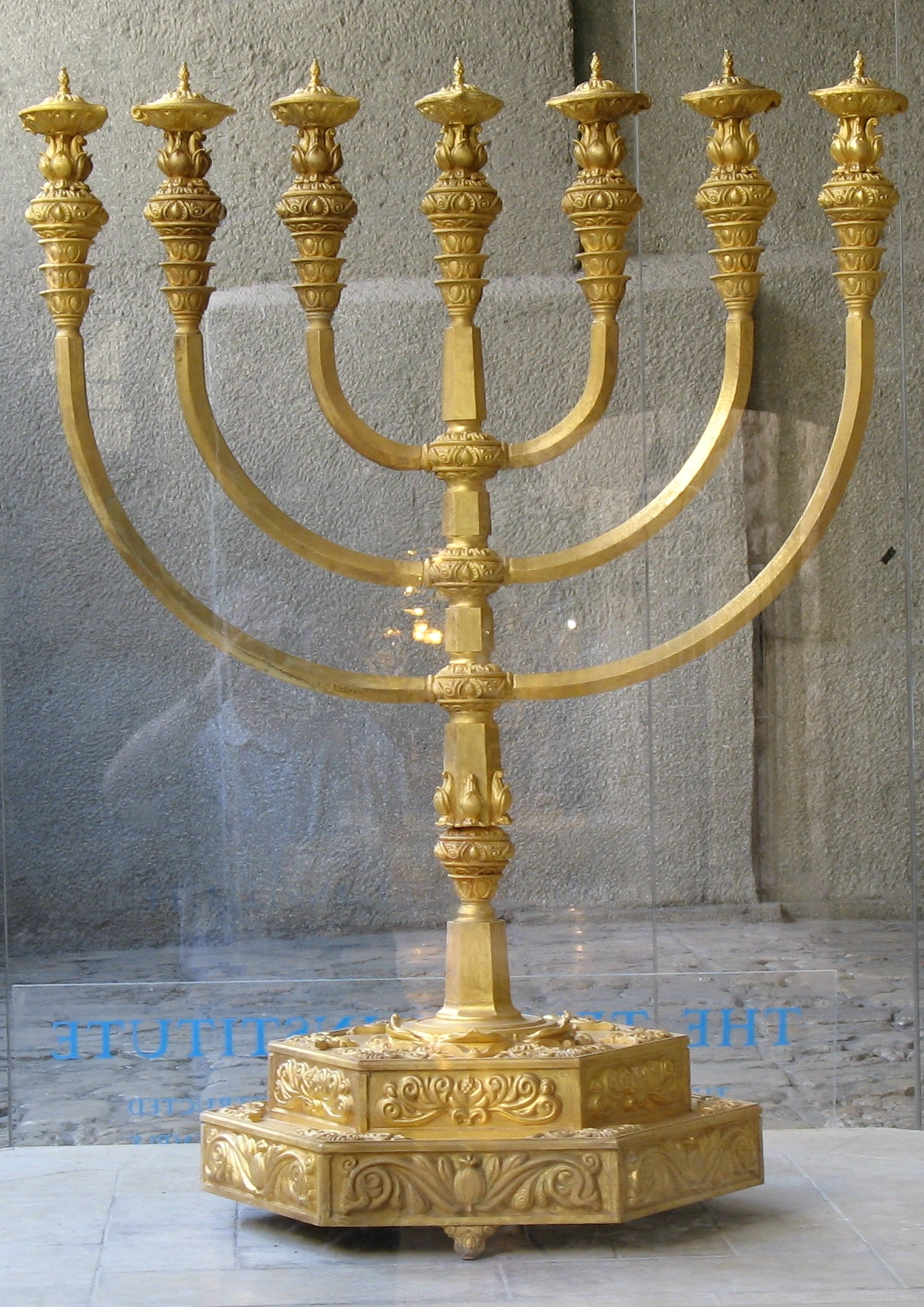
Menorá inspirada por la antigua del Templo de Jerusalén, acaso a ser empleada en el Tercer Templo de Jerusalén. Inicialmente exhibida en el Cardo de Jerusalén (2007). The Temple Institute, Barrio judío de la ciudad vieja de Jerusalén.

## Planes de reconstrucción en elsigloXXI
En el judaísmo, existe la creencia de que el Templo de Jerusalén será restaurado en el advenimiento del Mesías. Este nuevo santuario recibe el nombre de Tercer Templo de Jerusalén. Las características y funciones de este Templo, difieren entre las diferentes tendencias. En el siglo XXI, han surgido organizaciones en Israel que han delineado planos detallados de este edificio e incluso construido mobiliarios para el mismo, entre ellos una menorá.[cita requerida]